# هيونداي i10
هيونداي i10 هي سيارة مدينة تنتجها شركة الصناعة الكورية الجنوبية هيونداي منذ عام 2007. وقد حلت محل هيونداي أتوس في خط الموديلات، وتتوفر فقط بتصميم هاتشباك بخمسة أبواب.
تم تقديم الجيل الثاني من السيارة في أغسطس 2013 وأطلق في أوائل عام 2014. وهناك نسخة أكبر قليلا، وضعت للسوق الآسيوية، أطلقت في سبتمبر 2013 باسم غراند i10.

## لمحة
هيونداي Hyundai i10 هي سيارة المدينة التي أنتجتها شركة هيونداي الكورية الجنوبية المصنعة منذ عام 2007. وقد حلت محل هيونداي أتوس في تشكيلة الطراز، وكانت متوفرة في البداية فقط على شكل هيكل هاتشباك بخمسة أبواب. تم الكشف عن الجيل الثالث من i10 في الهند في 7 أغسطس 2019 وتم إطلاقه في 20 أغسطس 2019، حيث تم تقديمه في 10 أنواع مختلفة عبر محركات البنزين والديزل بالإضافة إلى ناقل الحركة اليدوي والآلي ونموذج سيدان هيونداي أورا.

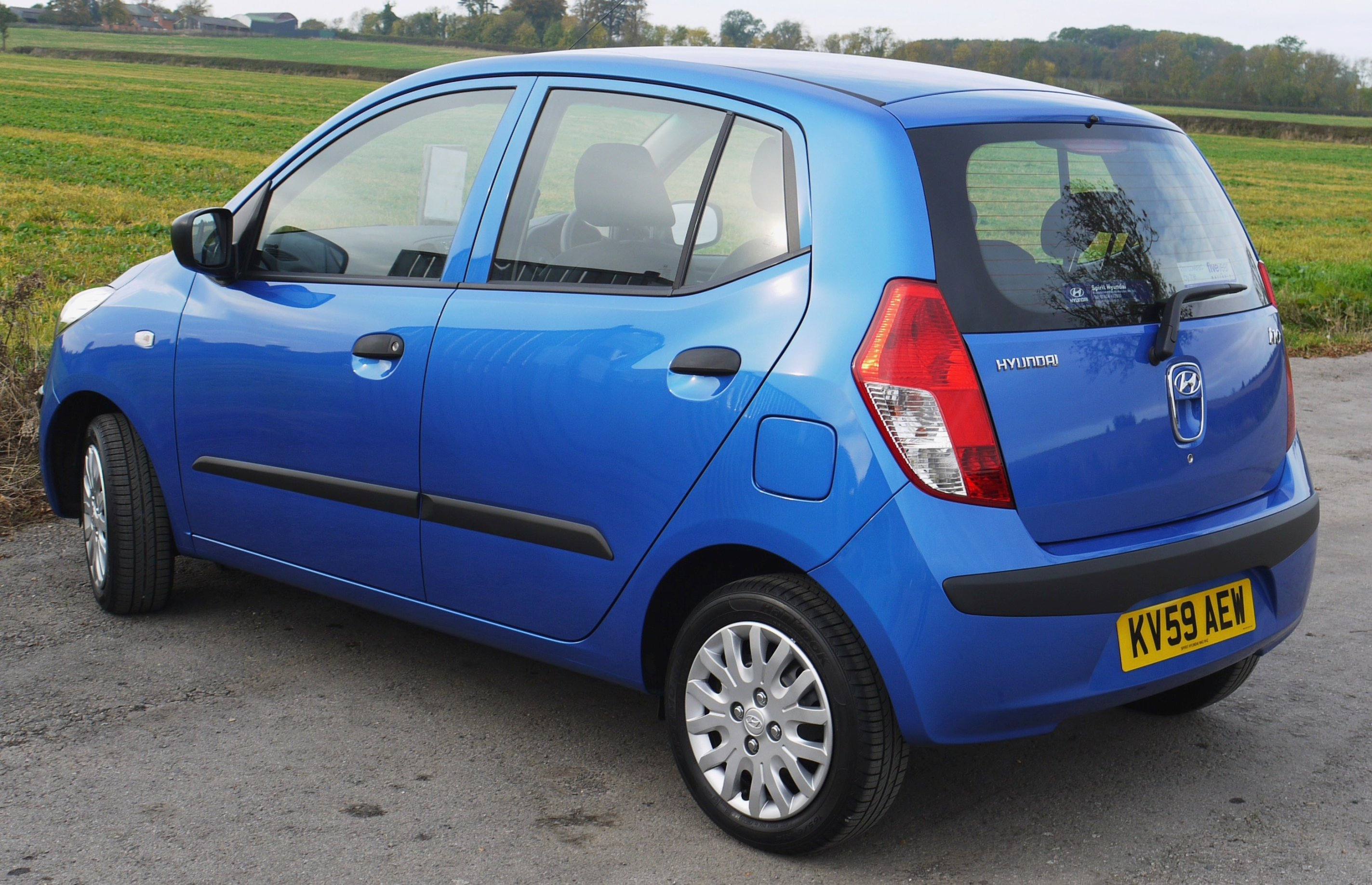
ما قبل شد الواجهة هيونداي i10

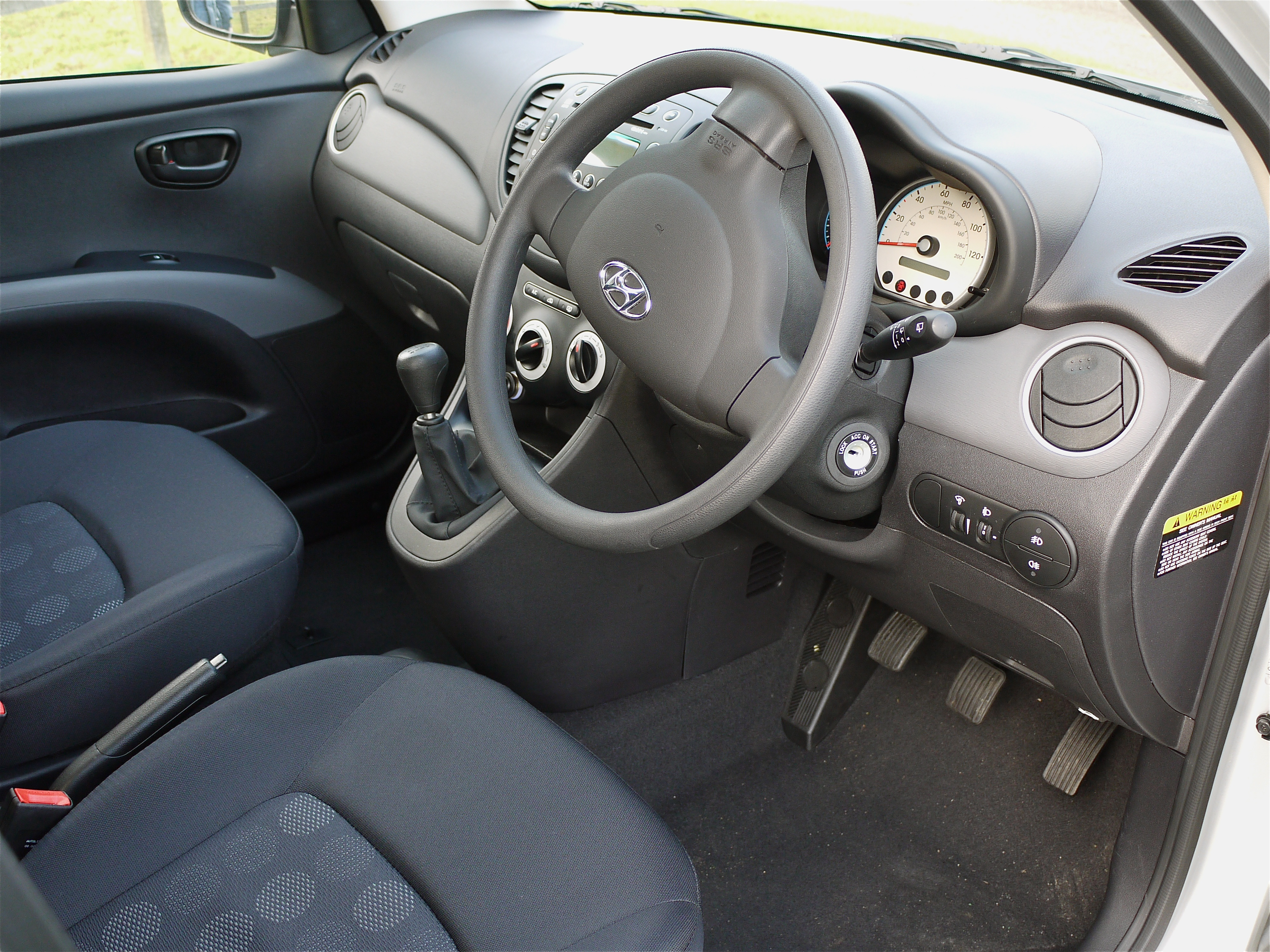
من الداخل

## الجيل الأول

### الجيل الأول (بي إي 2007)
تم الإعلان عن الجيل الأول i10 في 31 أكتوبر 2007 في نيودلهي، الهند. تم إنتاجه في الهند في مصنع هيونداي في تشيناي للأسواق المحلية وأسواق التصدير.
في أوروبا، لديها أربعة إصدارات مختلفة: كلاسيك وستايل وكومفورت وإيكو بلو، الإصدار بمحرك 1.0 لتر.
تأتي جميع الإصدارات مع أربع وسائد هوائية، ونظام آي بي أس، ونوافذ كهربائية أمامية، ومكيف هواء، وراديو آر دي سي/ مشغل سي دي، تحتوي الإصدارات الأعلى على مقاعد أمامية مدفأة، وفتحة سقف كهربائية، ونظام بدء التشغيل، (واختيارياً، يوجد برنامج إي أس بي).

### الخلفية
بدأت هيونداي تطوير i10 لتحل محل هونداي أتوس. تم تطوير هذا المفهوم باسم هونداي بي إي. كانت السيارة مستهدفة بشكل أساسي في السوق الهندية وكانت مخصصة للإنتاج في الهند، نظراً لشعبية مدمجات الهاتشباك الفرعية في البلاد.

### التصميم
يحتوي i10 على سد هوائي كبير، ومصابيح أمامية مسحوبة للخلف، وشبكة مبطنة بالكروم، ومصابيح ضباب، ونافذة خلفية مزودة بشبك علوي. يحتوي الباب الخلفي على مقبض تحرير صندوق خلفي مبطّن بالكروم، وجناح سقف على الإصدارات العليا.
الطول الإجمالي (3,565 مم) وقاعدة العجلات (2,380 مم) متطابقان مع أتوس مع مساحة داخلية أكبر قليلاً؛ تم تصميم التصميم المريح لاستيعاب السائقين طوال القامة وزيادة مساحة الركبة الخلفية. تمت زيادة العرض (والمسار الأمامي والخلفي) بمقدار 70 مم (2.8 بوصة) لتوفير مساحة أكبر للكتفين. تم تقليل الارتفاع بمقدار 40 مم (1.6 بوصة). تبلغ مساحة صندوق الأمتعة 225 لتراً (7.9 قدماً مكعباً) وهي أقل بكثير من مساحة جيتس.

### الداخل
يحتوي الجزء الداخلي على غطاء اندفاعة بلاستيكي مع ستيريو مدمج اختياري. تحتوي أداة الصك على عداد سرعة كبير ذو وجه أبيض، محاط بمقياس سرعة الدوران ومقاييس الوقود ودرجة الحرارة. تم دمج ناقل الحركة في الكونسول المركزي، مما يترك مساحة بين المقاعد الأمامية لحامل أكواب.

### شد الوجه
في سبتمبر 2010، قدمت هيونداي عملية تجميل لـ i10.

### الخارج
قدمت هيونداي تصميماً جديداً للواجهة الأمامية مستوحى من لغة تصميم «النحت الانسيابي» مع مصابيح أمامية جديدة أقل زاوية. أعيد تصميم المصابيح الخلفية والمصد الخلفي بعاكسات جديدة.

### الداخل
يتميز i10 بلونين بيج وبني فاتح في بعض الأسواق. تتميز المقصورة الداخلية بلمسات من الكروم والفضة ولوحة عدادات جديدة مع عرض مؤشر تبديل السرعة (في الطرز اليدوية) ومؤشر وقود رقمي.

### المحركات

#### i10 (ريد i) 1.1
تم إطلاق i10 بمحرك I4 (ريدi) سعة 1.1 لتر 65 حصاناً (48 كيلو واط، 66 حصاناً) وهو نفس المحرك المستخدم في كيا بيكانتو وهونداي أتوس وبرايم سانترو يانغ، ولكن مع انبعاثات أقل من ثاني أكسيد الكربون.

#### i10 كابا 1.2
جاء i10 أيضاً بمحرك سعة 1.2 لتر يعمل بالبنزين متوافق مع يورو 5 (يسمى محرك كابا) مع نفس انبعاثات ثاني أكسيد الكربون مثل الإصدار 1.1 لتر. وقابس الإشعال بسعة 1.2 لتر غير قياسي.

#### i10 ديزل
يتوفر محرك ديزل إس آر دي بثلاث أسطوانات سعة 1.1 لتراً في أوروبا والسوق الهندي.

#### i10 الكهربائية
المقال الرئيسي: هيونداي بلو أون
كشفت هيونداي النقاب عن سيارة i10 النموذجية الكهربائية في معرض دلهي للسيارات في عام 2009؛ كان من المتوقع أن يتوفر في الهند بحلول عام 2011. السيارة الكهربائية التي تعتمد على i10 تسمى بلو أون.

#### i10 كابا 2 1.2
في عام 2010، أطلقت هيونداي نسخة محسنة من i10 في الهند والتي تستخدم محرك كابا 2 مع توقيت الصمام المتغير في تي في تي.

### الإستقبال
في 2008 حازت i10 على لقب «سيارة العام 2008» من قبل العديد من مجلات السيارات والقنوات التلفزيونية في الهند، مثل (مجلة بي أس موتورينغ)(مجلة سي أن بي سي أوتو كار)(مجلة إن دي تي في بروفيت كار وبيك الهندية)(مجلة أوفر درايف) كما مُنحت السيارة جائزة السيارة الهندية للعام، من قبل وسائل الإعلام الخاصة بالسيارات في البلاد.
في 2009 في ماليزيا، حازت هيونداي i10 أيضاً على تقدير من خلال جوائز مثل جائزة (أفضل سيارة شخصية في الآسيوية) وجائزة (VCA لصناعة السيارات لعام 2009).
في 2009 المركز الأول في جوائز (أوتو مودا.ماي) لكفاءة الوقود الآسيوية لعام 2009 في سيارات المدينة المدمجة فئة ذات كفاءة وقود مجمعة تبلغ 5.0 لتر/ 100 كم، وهي ليست فقط أفضل أداء في فئتها ولكن أيضاً في جميع المركبات المشاركة في ماليزيا.
في 2010. كما فازت هيونداي i10 بجائزة (نيو ستريتس تايمز-ماي بنك سيارة العام) في فئة سيارة مستوى الدخول مرتين متتاليتين في عامي 2009 و2010.
في 2008، احتفلت هيونداي بمرور 10 سنوات على عملياتها في الهند من خلال بدء رحلة عابرة للقارات من دلهي إلى باريس في اثنتين من سياراتها كابا i10. قطع محرك الأقراص مسافة 10000 كيلومتر (6200 ميل) في 17 يوماً فقط وبعد ذلك تم عرض i10s في معرض باريس للسيارات في أكتوبر.
في 2009، أصبح i10 شراءاً شائعاً في المملكة المتحدة خلال مخطط الحكومة.
في 2013، منحت بوابة السيارات كار ديخو لشركة هونداي i10 لقب «الهاتشباك الأكثر شهرة» في الهند.

### الأمان
نتائج اختبار يورو برنامج تقييم السيارة الجديدة لـ LHD، متغير خمسة أبواب هاتشباك على تسجيل عام 2008:
نقاط الاختبار
- بشكل عام: –-
- الراكب البالغ: 4 من 5 نجوم 26 نقطة
- الراكب الطفل: 4 من 5 نجوم 37 نقطة
- المشاة: 3 من 4 نجوم 21 نقطة
- مساعدة السلامة: –-

نتائج اختبار آسين NCAP لـ RHD، متغير هاتشباك بـ 5 أبواب على تسجيل 2011:
نتيجة اختبار
- حماية الركاب البالغين: 2 من 4 نجوم
- حماية الأطفال: 48٪

يختلف مقدار ميزات الأمان من سوق إلى آخر. في حين أن معظم البلدان لديها i10 مجهزة بأكياس هوائية لجميع الركاب، يمكن بيع طراز ناقل الحركة اليدوي بمستوى 1.1 في الفلبين بدون وسائد هوائية. منذ الإطلاق واعتباراً من أغسطس 2009، كان نظام التحكم الإلكتروني بالثبات أحد خيارات الطلب لسيارات المملكة المتحدة التي تمنع الحصول على خمس نجوم في يوروNCAP.

### الهند
بعد نجاح هيونداي سانترو، أطلقت هيونداي i10 في عام 2007. تم تحديد i10 بين سانتور وجيتز (تم استبداله لاحقاً بـ i20).
في الهند، كان الجيل الأول i10 متاحاً في تسعة أنواع، وبخيارين مختلفين للمحرك وهما محرك بنزين سعة 1.1 لتر مع علبة تروس يدوية. ينتج هذا المحرك 66.7 حصان (49 كيلو واط، 66 حصان) وعزم دوران أقصى يبلغ 10.1 كجم (99 نيوتن متر، 73 رطل قدم). المحرك الآخر هو محرك 1.2 لتر كابا ينتج 80 حصاناً (59 كيلو واط، 79 حصانًا) من القوة القصوى و11.4 كجم متر (112 نيوتن متر؛ 82 رطل قدم) من أقصى عزم دوران.

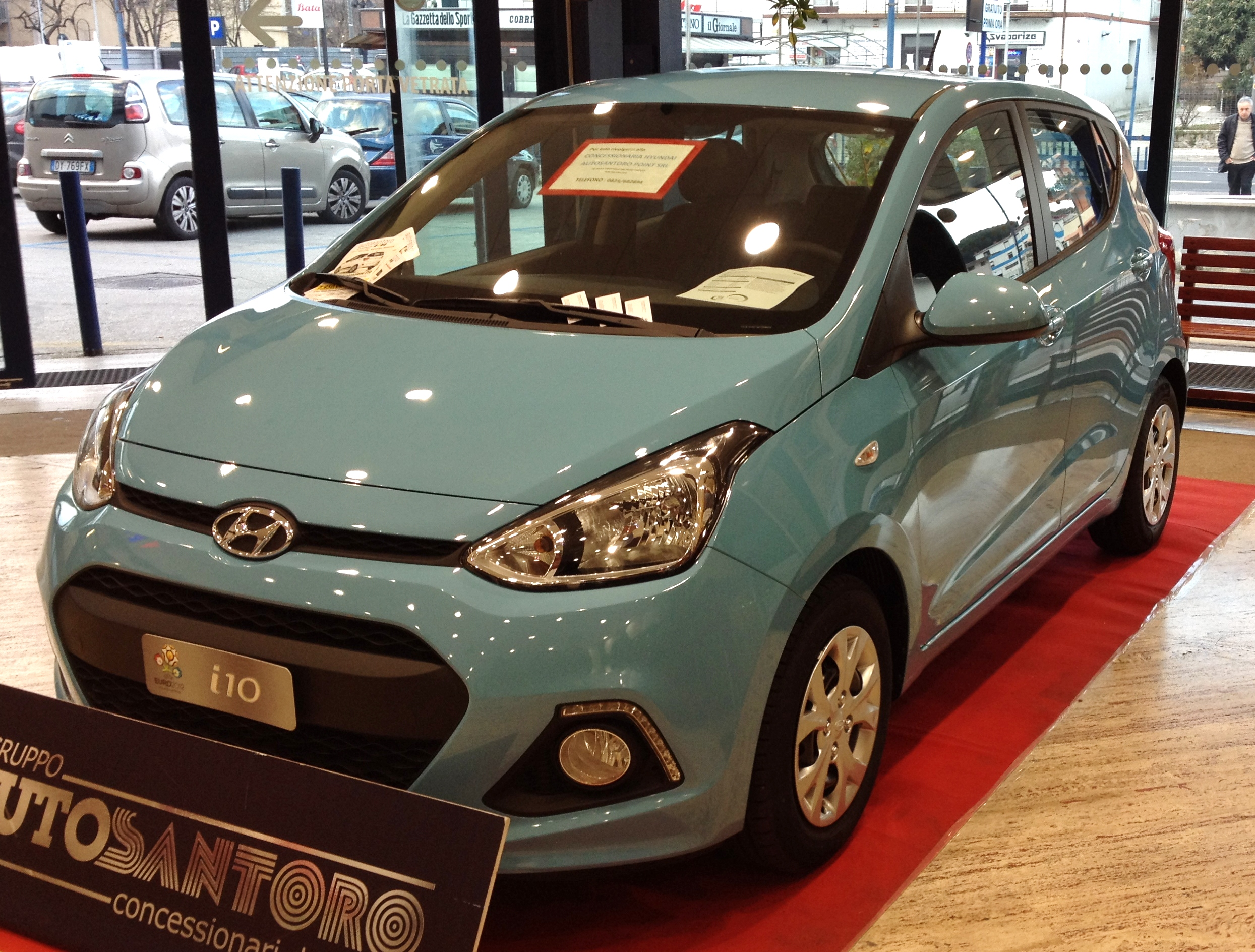
هيونداي i10 (2013) الجيل الثاني

## الجيل الثاني

### الجيل الثاني (آي إي بي إي 2013)
كان من المقرر إطلاقه في بداية عام 2014، وبدأ تطوير i10 الجديدة في الهند في عام 2012، باستخدام كيا بيكانتو كحقل اختبار للأجزاء الفردية.
في أغسطس 2013، تم الكشف عن إعادة تصميم i10s من قبل فريق التصميم الأوروبي لهيونداي بقيادة توماس بوركل. كانت السيارة الجديدة أطول بمقدار 80 ملم (3.1 بوصة) و 65 ملم (2.6 بوصة) أعرض و50 ملم (2.0 بوصة) أقل من الطراز السابق. تؤدي الأبعاد الجديدة إلى زيادة مساحة صندوق الأمتعة بنسبة 10٪ ليصل إجماليها إلى 252 لتراً. يمكن لمعظم الإصدارات أن تتسع لخمسة ركاب.
ظهرت السيارة الجديدة لأول مرة في معرض فرانكفورت للسيارات في سبتمبر 2013. وصلت i10 إلى صالات العرض الأوروبية في يناير 2014.
بدأ إنتاج i10 في مصنع هيونداي أسان للسيارات في إزميت، تركيا، في نهاية سبتمبر 2013، بطاقة سنوية تبلغ 200000 وحدة. بالإضافة إلى الجيل السابق، تشتمل معداتها، اعتماداً على الإصدار، على تكييف هواء أوتوماتيكي، ومصابيح نهارية، ووسائد هوائية ستارية، ونظام مراقبة ضغط الإطارات، ونظام المساعدة في بدء التلال، وكخيارات - مثبت السرعة، وأجهزة استشعار وقوف السيارات الخلفية، والتدفئة وعجلة القيادة والمقاعد الأمامية أو عجلات معدنية مقاس 15 بوصة.

### جراند أي بي i10
أصدرت شركة هونداي الهندية النموذج في سبتمبر 2013 باسم جراند i10.  يختلف i10 عن الطراز الأوروبي مع زيادة قاعدة عجلاته بمقدار 40 ملم (1.6 بوصة). يوفر جراند i10 تصميمات داخلية مزدوجة اللون، ومساحة كبيرة للمقصورة، ودخول بدون مفتاح، وزر ضغط للتشغيل / الإيقاف، ومرايا خارجية قابلة للطي تلقائياً تفتح وتطوي تلقائياً عند فتح قفل السيارة. بالإضافة إلى ذلك، تم تجهيز السيارة بفتحات تهوية خلفية للتيار المتردد وذاكرة داخلية سعة 1 جيجابايت لتخزين الموسيقى، وكلاهما يعد الأول في فئته.
في فبراير 2014، أعلنت شركة شركة هيونداي آسيا للموارد عن تفاصيل حول إصدار السوق الفلبيني من جراند  i10. تأتي الطرز الأساسية بمحرك بنزين بثلاث أسطوانات سعة 1.0 لتراً، في حين أن المحرك رباعي الأسطوانات سعة 1.2 لتر مخصص لنموذج ناقل الحركة الأوتوماتيكي إل الذي يتصدر النطاق.

في بداية عام 2014، أصدرت هونداي سيارة جراند i10 في المكسيك. السيارة معروضة فقط بمحرك 1.2 لتر رباعي الأسطوانات في السوق.

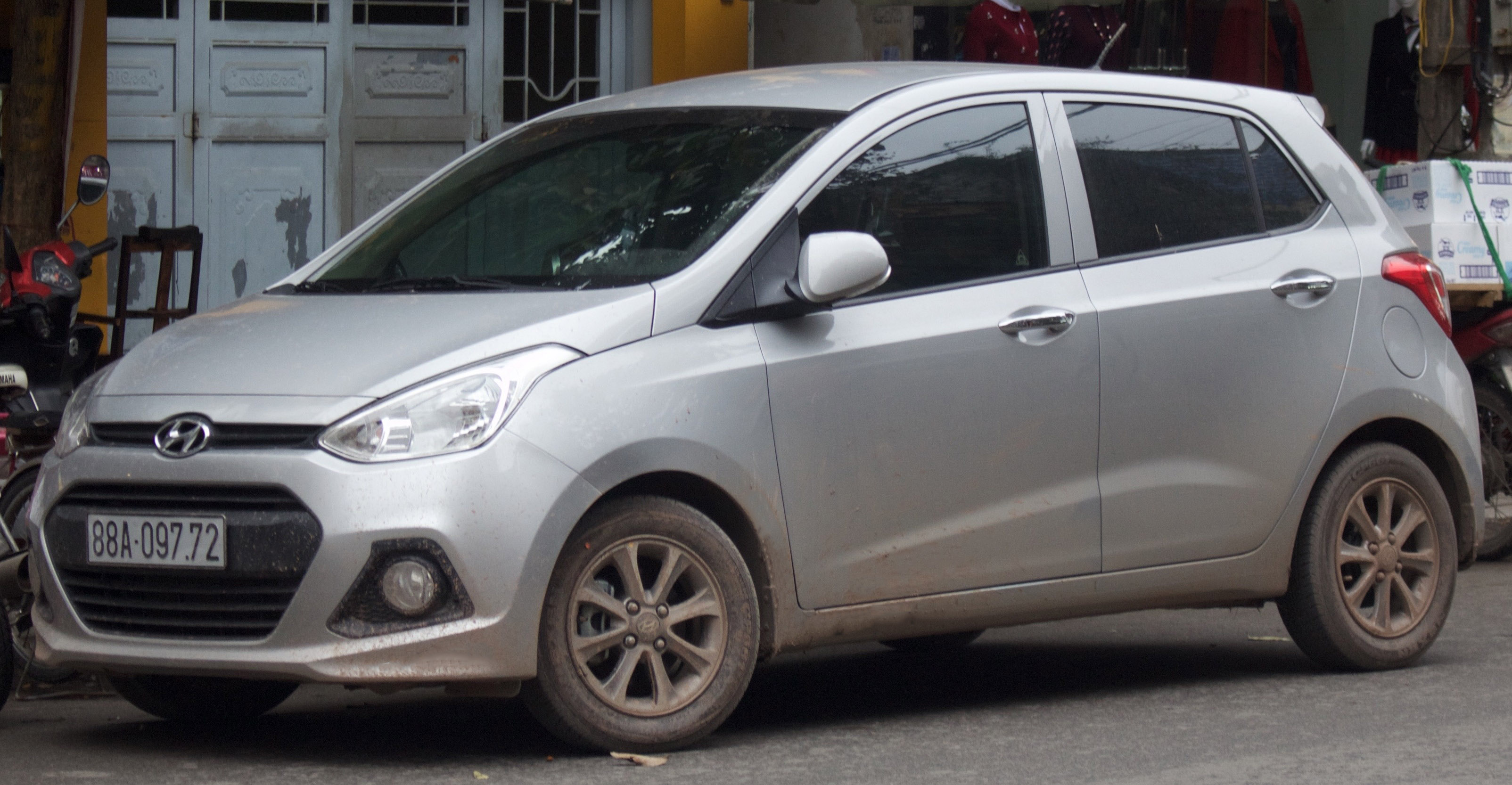
هيونداي جراند i10 (فيتنام، ما قبل تجميل)
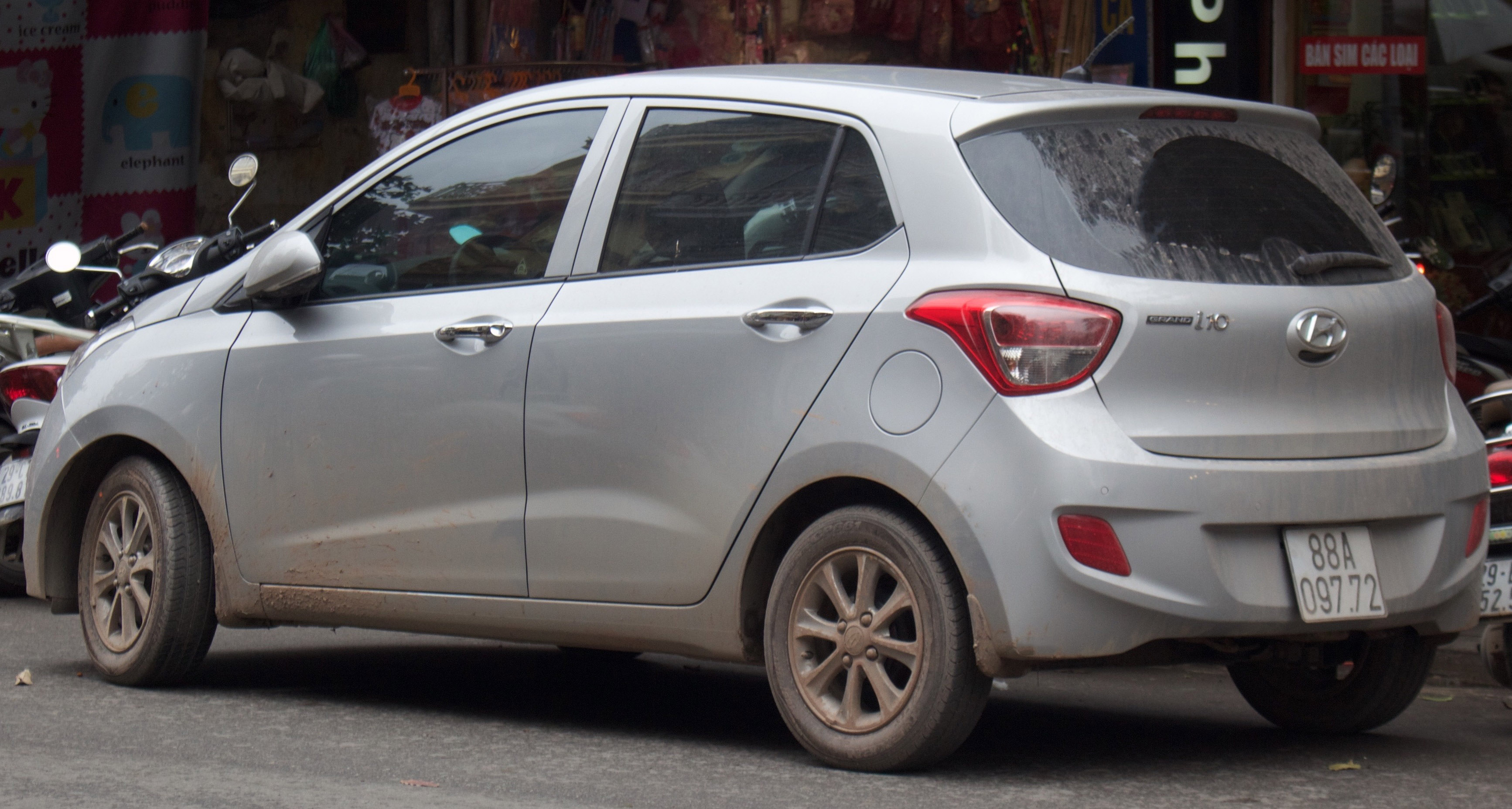
هيونداي جراند i10 (فيتنام، ما قبل تجميل)
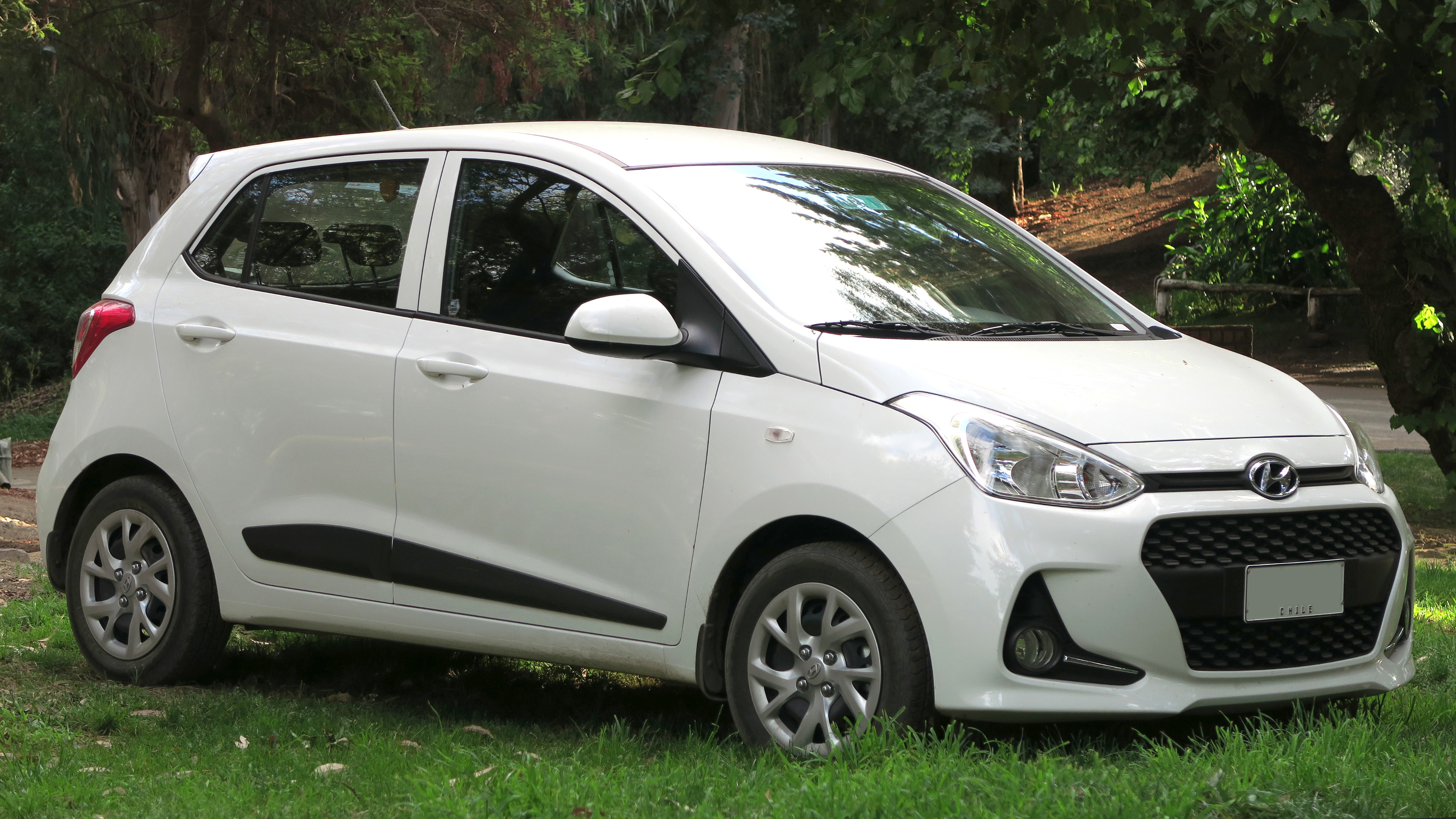
2018 هيونداي جراند آي 10 1.2 GLS (تشيلي؛ تغيير الواجهة)
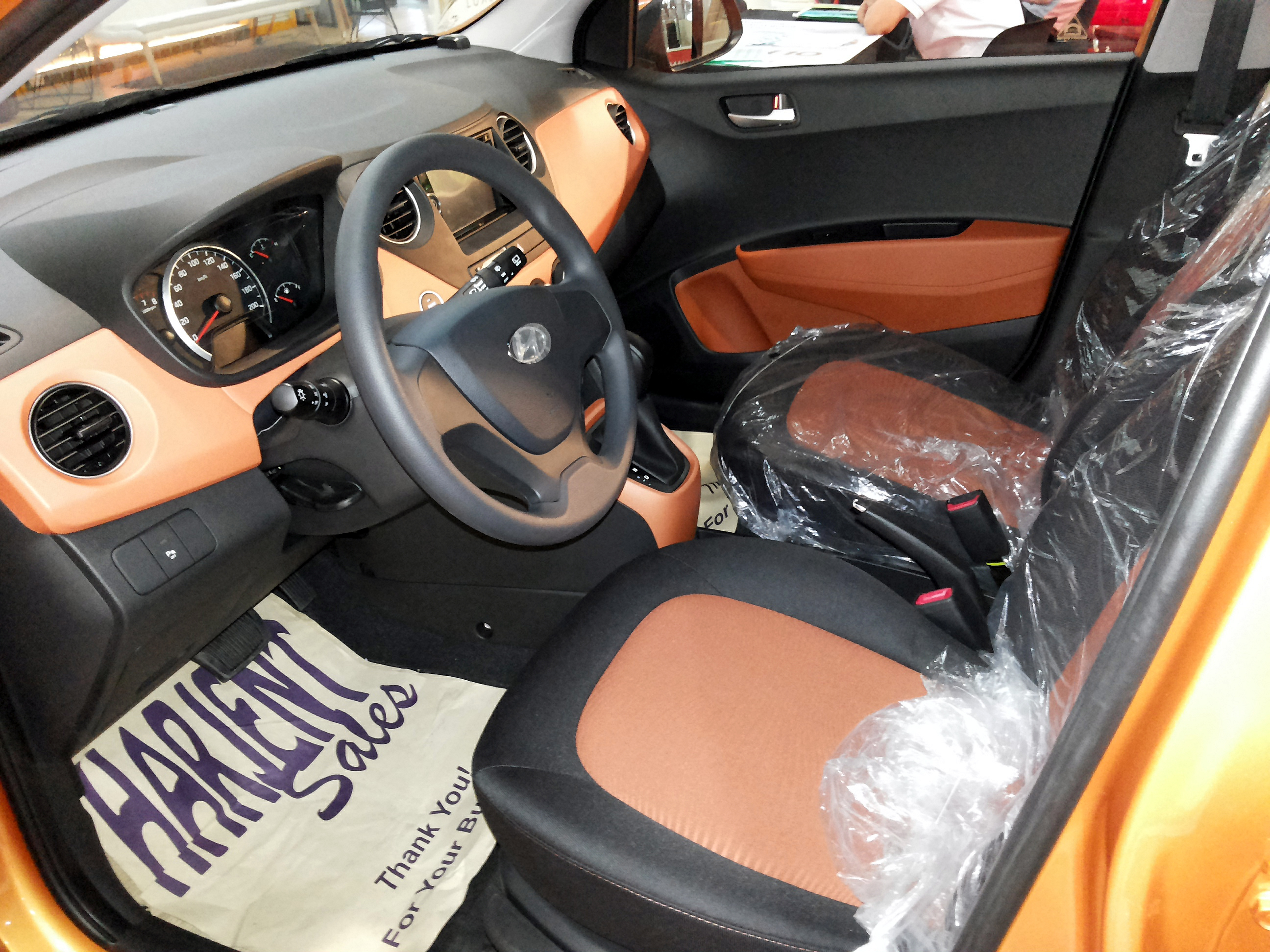
من الداخل 2018 هيونداي جراند آي 10 1.2 GLS
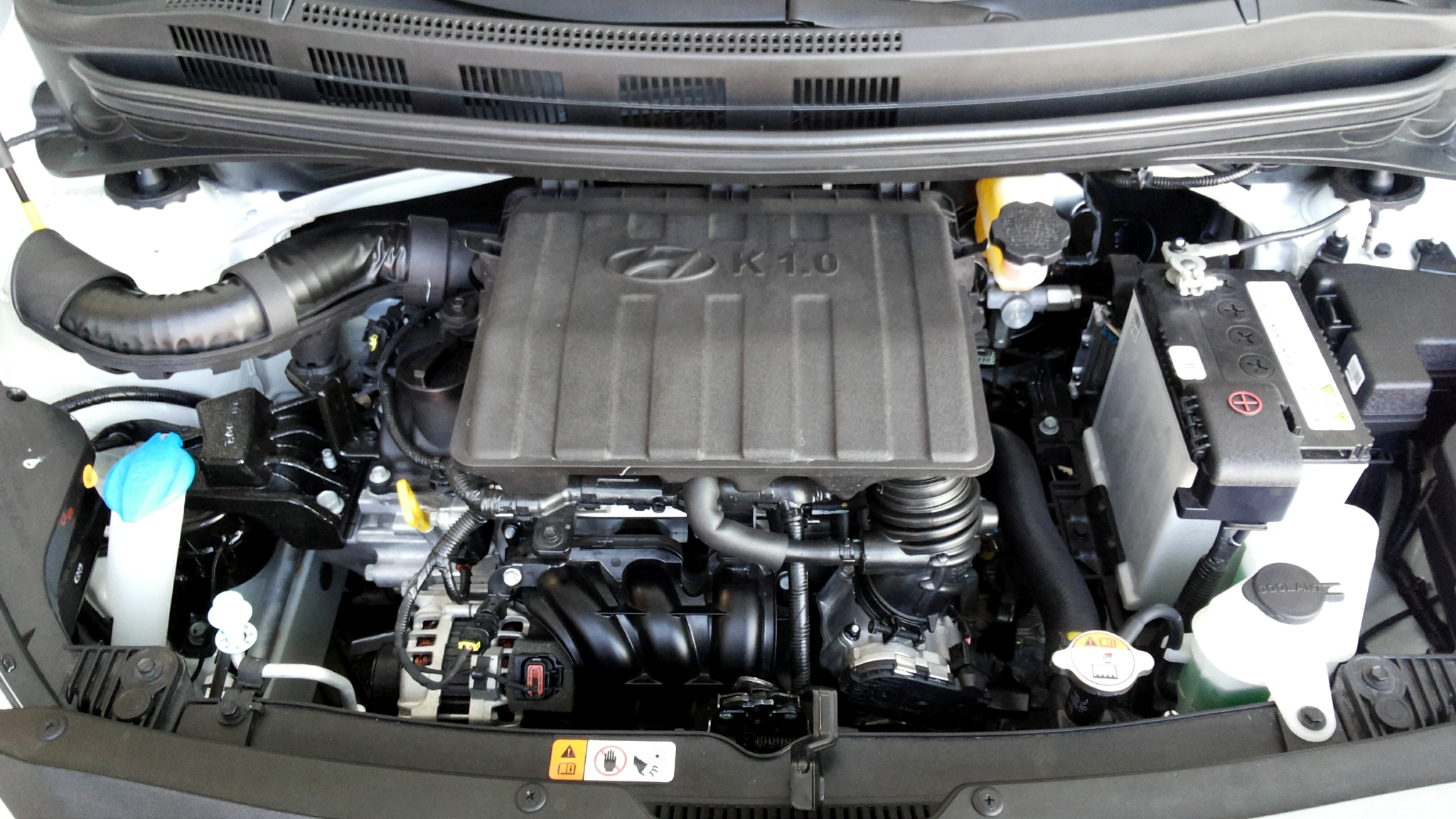
المحرك 2018 هيونداي جراند آي 10 1.2 GLS

### جراند i10 إكس
تم طرح جراند i10 إكس حصرياً في إندونيسيا في عام 2015، وهو نسخة مستوحاة من سيارة جراند i10 من طراز كروس أوفر، والتي تتميز بمصدات أمامية وخلفية مختلفة وألواح بلاستيكية سوداء لشعلات الرفارف وألواح الأبواب والألواح الهزازة وسبائك بلونين قياس 14 بوصة  عجلات.

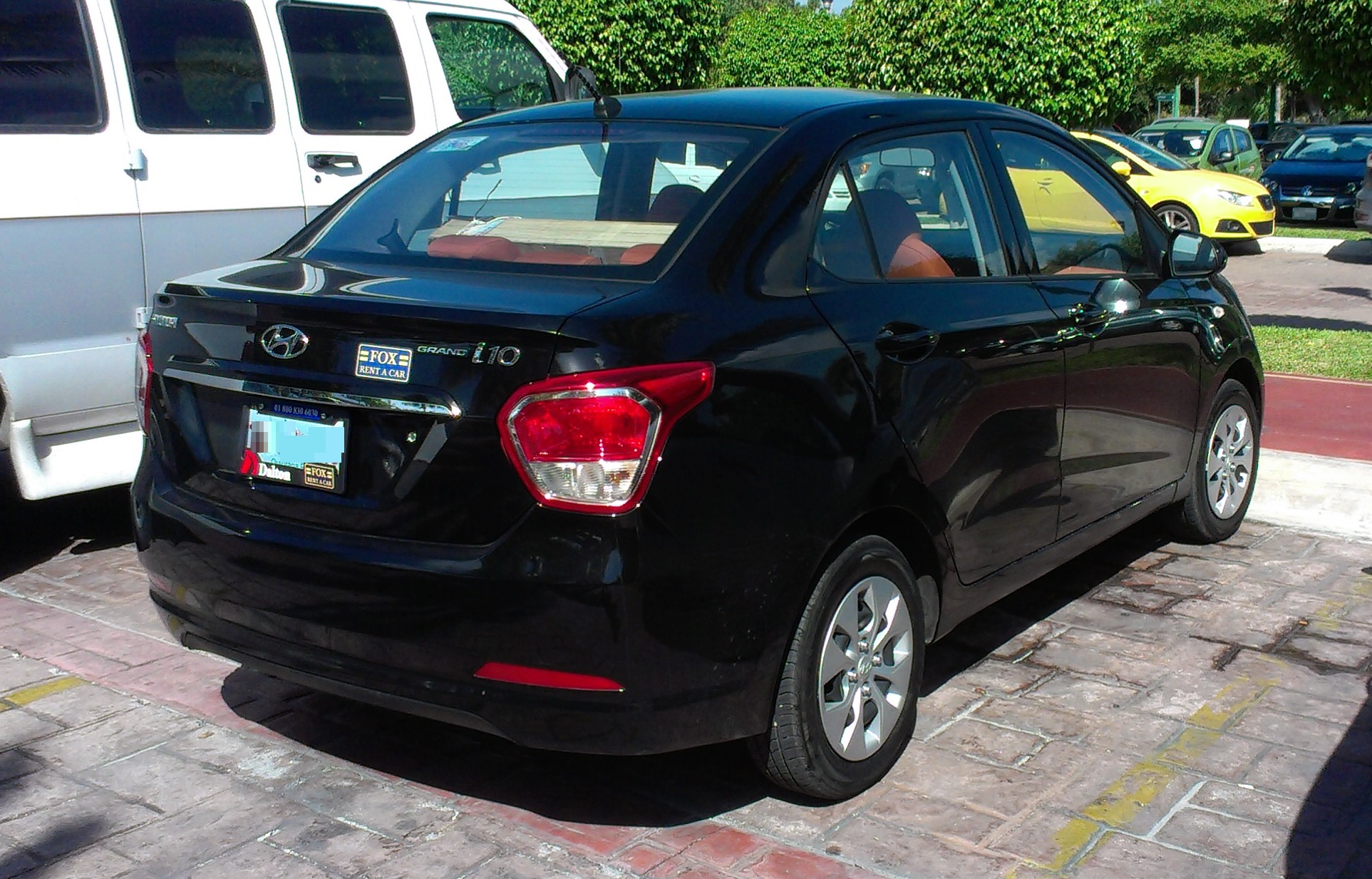
هيونداي جراند i10 سيدان

### أكسنت / جراند i10
هيونداي أكسنت جراند i10 سيدان
المقال الرئيسي: هيونداي أكسنت
قبل إزاحة الستار رسمياً عن جراند i10، كشفت شركة هونداي الهندية أنه سيتم إطلاق طراز سيدان في عام 2014. تم الكشف عن سيارة السيدان الجديدة، المسماة أكسنت، في فبراير 2014. وهي مصممة لتلائم قطاع سيارات السيدان الذي يبلغ طوله أقل من 4 أمتار في الهند والذي ظهر بعد أن فرضت الحكومة ضريبة ثقيلة على السيارات التي يزيد طولها عن 4000 ملم (157.5 بوصة). يتم تصديرها إلى العديد من البلدان الناشئة مثل هيونداي جراند i10 سيدان.

### توليد القوة

#### المواصفات
| الموديل               | السنة     | ناقل الحركة                     | القوة-الطاقة                                           | عزم الدوران                                                            | 0-100 كم / ساعة (0-62 ميل / ساعة)                                              | السرعة القصوى |
| i10                   | i10       | i10                             | i10                                                    | i10                                                                    | i10                                                                            | i10 |
| بنزين                 | بنزين     | بنزين                           | بنزين                                                  | بنزين                                                                  | بنزين                                                                          | بنزين |
| --------------------- | --------- | ------------------------------- | ------------------------------------------------------ | ---------------------------------------------------------------------- | ------------------------------------------------------------------------------ | --- |
| 1.0 لتر كابا إل بيi   | 2013–2019 | 5 سرعات يدوي                    | 67 PS (49 كـو؛ 66 حصان) عند 6,200 دورة في الدقيقة      | 9.2 كجم·م (90 ن·م؛ 67 رطلق·قدم) عند 3,500 دورة في الدقيقة              | 15.0 ثانية                                                                     | 153 كم/س (95 ميل/س) |
| 1.0 لتر كابا إم بيi   | 2013–2019 | 5 سرعات يدوي 4 سرعات أوتوماتيك  | 66 PS (49 كـو؛ 65 حصان) عند 5,500 دورة في الدقيقة      | 9.7 كجم·م (95 ن·م؛ 70 رطلق·قدم) عند 3,500 دورة في الدقيقة              | 14.9 ثانية (يدوي - 4 سرعات) 14.7 ثانية (يدوي - 5 سرعات) 16.8 ثانية (أوتوماتيك) | 155 كم / ساعة (96 ميل / ساعة) (يدوي 4 مقاعد) 156 كم / ساعة (97 ميل / ساعة) (يدوي 5 مقاعد) 150 كم / ساعة (93 ميل / ساعة) (تلقائي) |
| 1.25 لتر كابا إم بيi  | 2013–2019 | 5 سرعات يدوي 4 سرعات أوتوماتيك  | 87 PS (64 كـو؛ 86 حصان) عند 6,000 دورة في الدقيقة      | 12.3 كجم·م (121 ن·م؛ 89 رطلق·قدم) عند 4,000 دورة في الدقيقة            | 12.1 ثانية (يدوي) 13.8 ثانية (أوتوماتيك)                                       | 175 كم/س (109 ميل/س) |
| بنزين                 |           |                                 |                                                        |                                                                        |                                                                                | |
| جراند i10             |           |                                 |                                                        |                                                                        |                                                                                | |
| 1.25 لتر كابا إم بي i | 2013-2019 | 5 سرعات يدوي 4 سرعات أوتوماتيكي | 83 حصان (61 كيلوواط، 82 حصان) عند 6000 دورة في الدقيقة | 11.6 كجم⋅ م (114 نيوتن متر؛ 84 رطل قدم) عند 4000 دورة في الدقيقة       | 12.9 ثانية (يدوي) 15.0 ثانية (تلقائي)                                          | 166 كم / ساعة (103 ميل في الساعة) (يدوي) 157 كم / ساعة (98 ميل / ساعة) (تلقائي)                                                  |
| 1.1 لتر U2 س.ر.د i    | 2013-2019 | 5-دليل السرعة                   | 71 حصان (52 كيلوواط، 70 حصان) عند 4000 دورة في الدقيقة | 16.3 كجم.م (160 نيوتن متر؛ 84 رطل قدم) عند 1500 - 2750 دورة في الدقيقة | 15.6 ثانية                                                                     | 157 كم / ساعة (98 ميل / ساعة) |

### استقبال
قوبل الطراز الأوروبي i10 بتعليقات إيجابية للغاية. جون ماكلروي من مجلة واط كار؟ منحت المجلة السيارة تصنيفاً من فئة الخمس نجوم، وعلقت على أنها «تمثل خطوة كبيرة للأمام على سابقتها - لدرجة أنها تمثل بديلاً مغرياً للغاية لسيارة فولكس فاجن أب، وليس فقط على السعر». أعطى توب جير i10 درجة 8 من أصل 10، وكان حكمه هو: «سيارة أخرى عالية الجودة من الكوريين. سعرها رخيص، تصميم جيد وبأقل قدر من التسوية».
أعطاها مات بيرت من أوتو كار أربعة ونصف من أصل خمسة نجوم، واصفاً إياها بأنها "واحدة من أكثر العروض إنجازاً وتقريباً في قطاع سيارات المدينة، ولديها سلوكيات على الطرق من شأنها إحراج عدد قليل أكبر (وأكثر تكلفة)  المركبات.
كما أعطى أندرو إنجليش من صحيفة ديلي تلغراف السيارة أربعة من أصل خمسة نجوم، واصفاً إياها بأنها «ذكية وهي سيارة صغيرة لطيفة للغاية؛ راحة معقولة، وركوب، ومناولة جيدة، مع أنها ليست الأكثر اقتصاداً. إنها بالتأكيد أفضل سيارة تصنع هيونداي ولن تتعرض للعار باعتبارها وسيلة النقل الرئيسية للعائلة».
في الهند، تم منح جراند i10 جائزة عجلة القيادة الذهبية لعام 2014 في فئة هاتشباك. كما تم منحها «سيارة العام» و «دخول هاتشباك للعام» في حفل توزيع جوائز إن دي تي في للسيارات والدراجات لعام 2014. في الفلبين، تم منح جراند i10 جائزة أفضل سيارة صغيرة لهذا العام من قبل مجموعة جوائز السيارات لعام 2014-2015.

### الأمان
نتائج اختبار يورو برنامج تقييم السيارة الجديدة لـ LHD، متغير خمسة أبواب هاتشباك على تسجيل عام 2014:
نتيجة اختبار
- بشكل عام: 4 من 5 نجوم
- المقيم البالغ: 79٪
- المقيم الطفل: 80٪
- المشاة: 71٪
- مساعدة السلامة: 56٪

نظام التحكم الإلكتروني بالثبات قياسي في جميع الطرازات الأوروبية.

## الجيل الثالث

### الجيل الثالث (أي آي 3 وإي آي 3 (2019))
ظهر طراز الجيل الثالث لأول مرة في الهند باسم جراند i10 نيوس في 7 أغسطس 2019. يعد جراند i10 نيوس، الذي يحمل الاسم الرمزي آي إي 3، أطول من الجيل السابق جراند i10 بمقدار 160 ملم (6.3 بوصة)، أو 40 ملم (1.6 بوصة).
تم الكشف عن الطراز الأوروبي i10 (الاسم الرمزي: إي سي 3) بعد شهر من الطراز الهندي، قبيل معرض فرانكفورت للسيارات في سبتمبر 2019. وقد تم تصميم هذا الطراز وتطويره وبنائه في أوروبا. كما تم خفض السقف بمقدار 20 ملم (0.8 بوصة) وزاد العرض بمقدار 20 ملم (0.8 بوصة). يتم تشغيله بواسطة محرك بنزين تي-جي دي آي سعة 1.0 لتر، بالإضافة إلى محرك إم بي آي سعة 1.2 لتر. يحصل كلا المحركين على (ببطء توقف وانطلق (ISG)) بشكل قياسي، مما يساعد على تحسين الاقتصاد في استهلاك الوقود وتقليل انبعاثات ثاني أكسيد الكربون.

كما تم كشف النقاب عن إن لاين i10 بتصميم خارجي رياضي. بدأ إنتاج i10 بمواصفات أوروبية في هيونداي أسان للسيارات في يناير 2020.

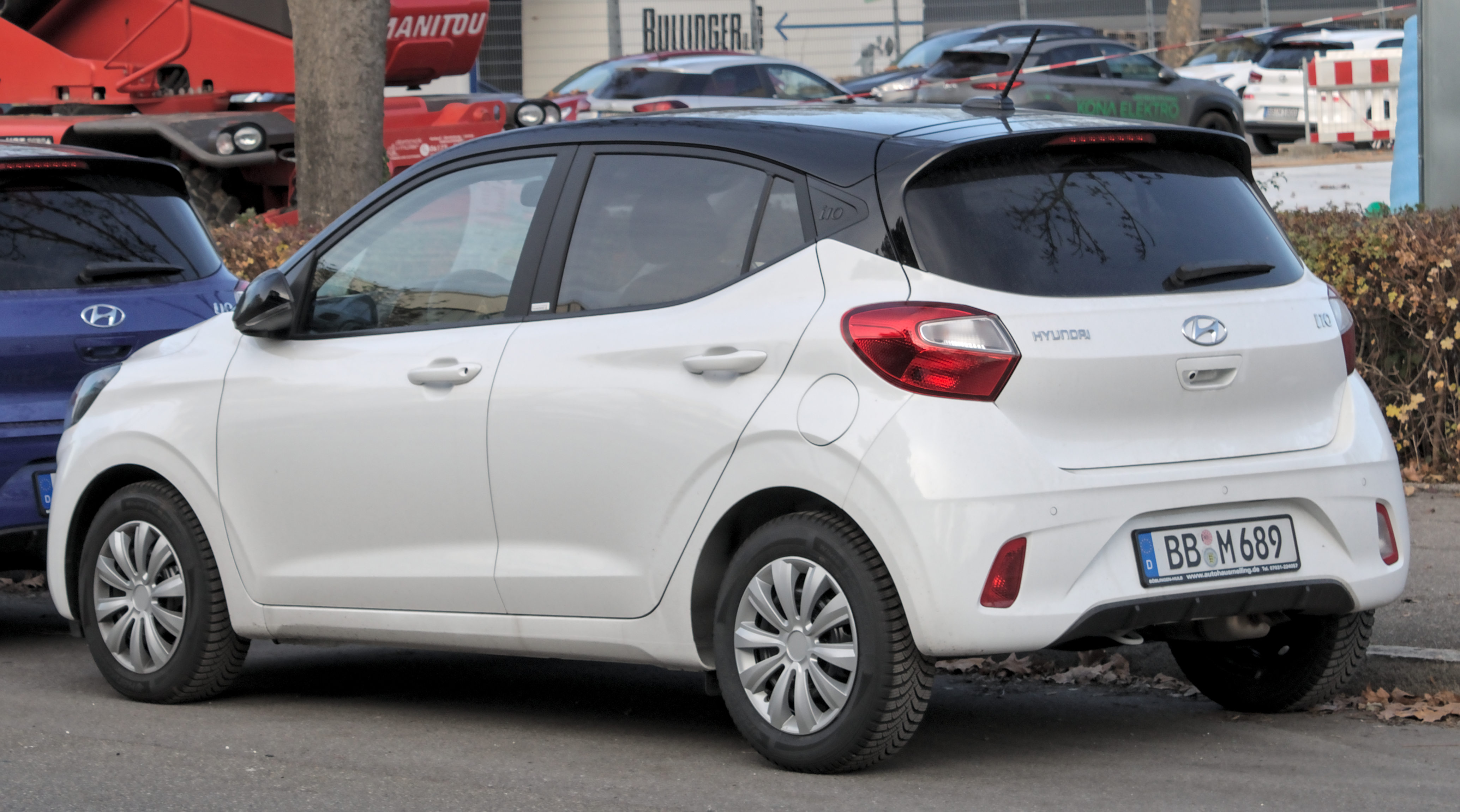
هيونداي i10 (إي سي 3 ) الرؤية الخلفية
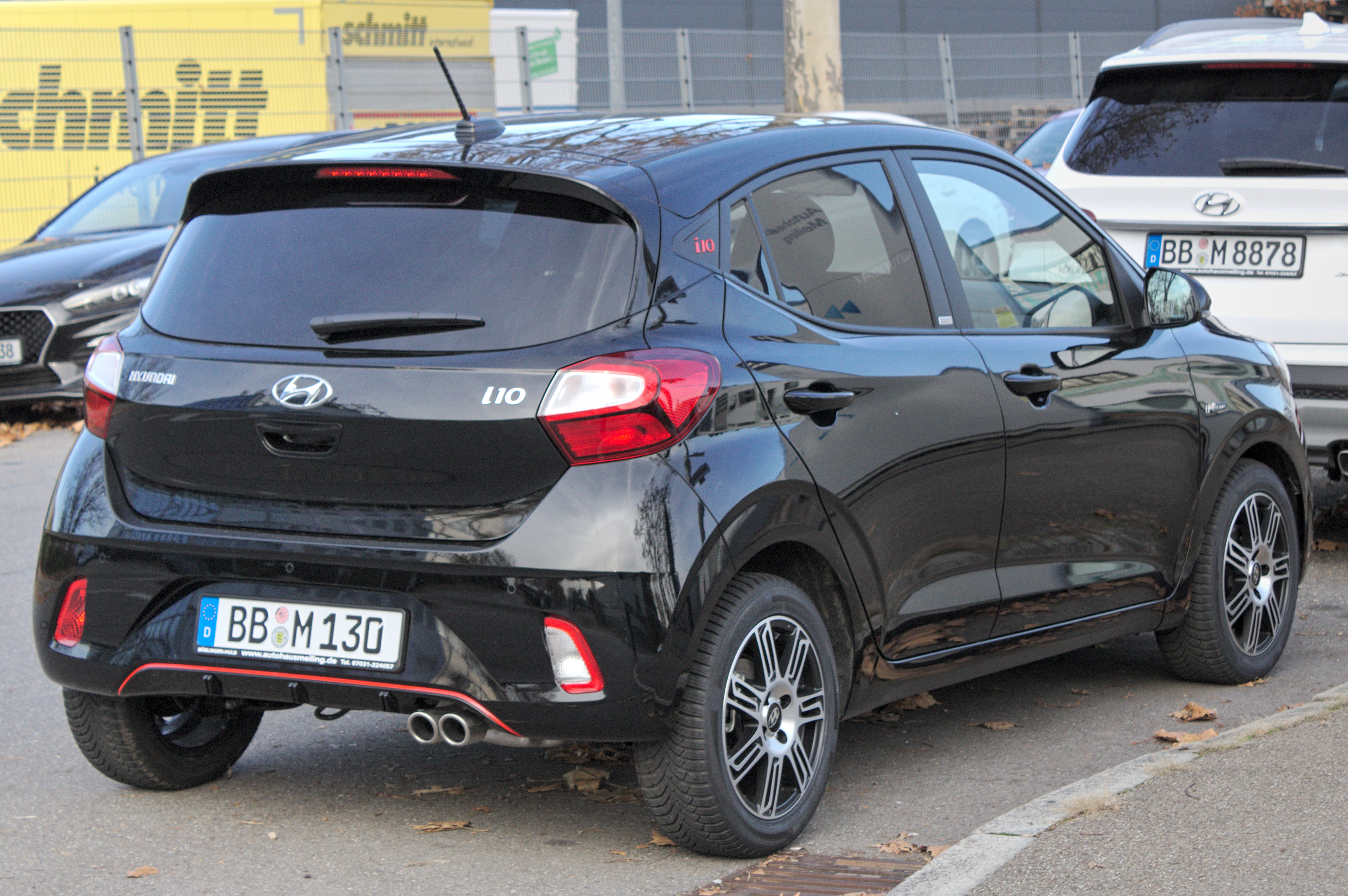
هيونداي i10 ان لاين (اي سي 3)
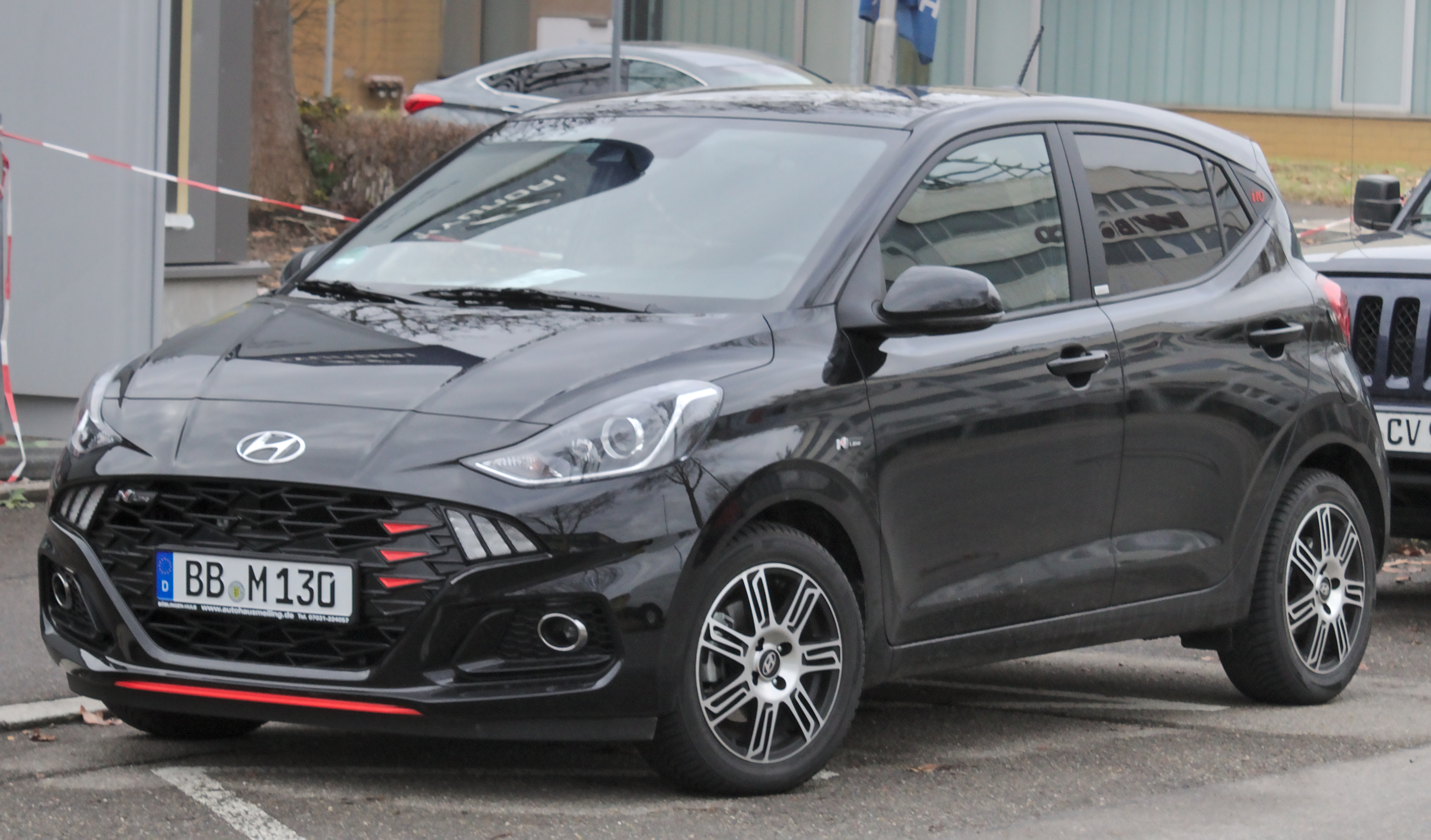
هيونداي i10 ان لاين (اي سي 3)
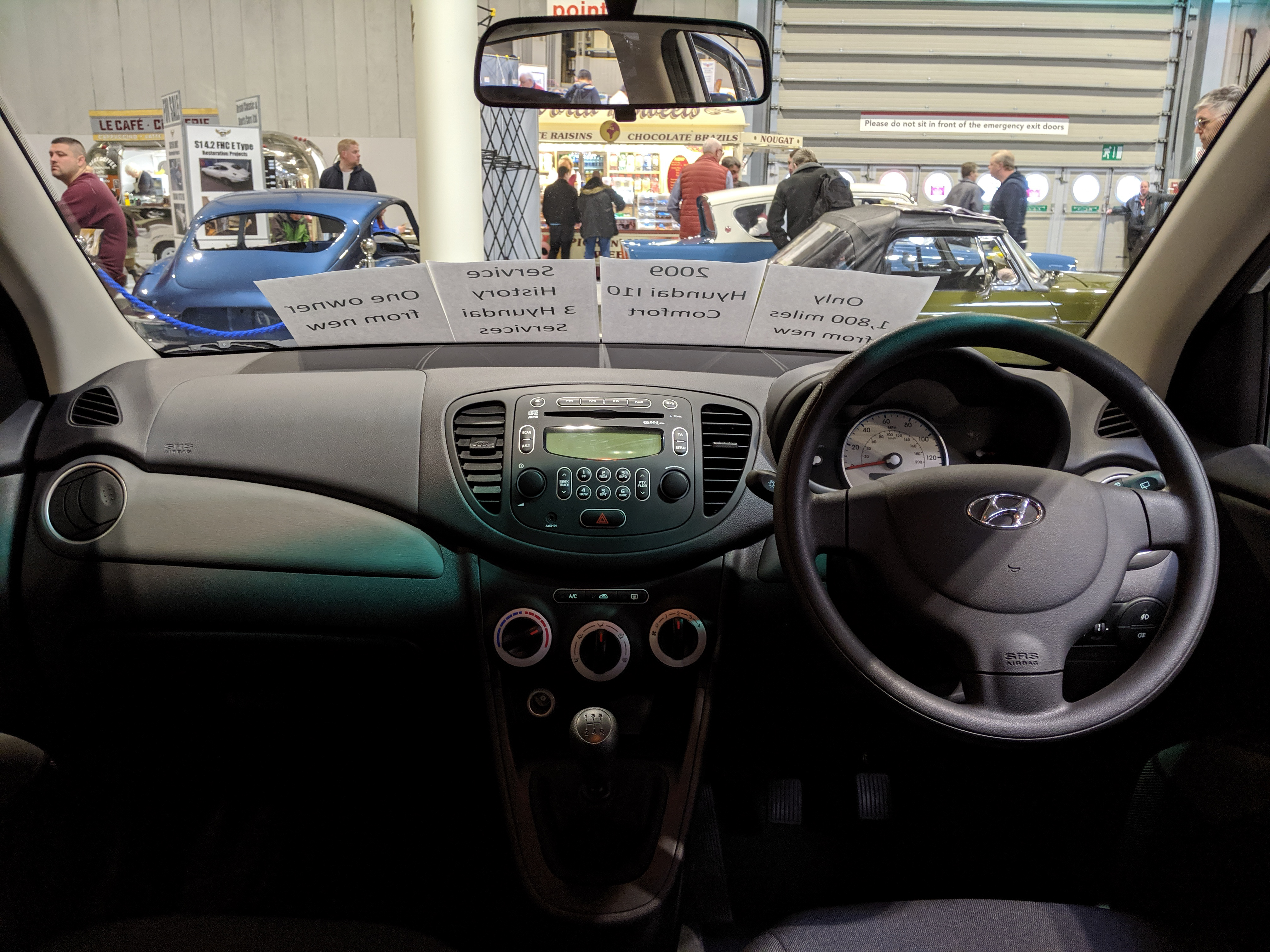
من الداخل

### جراند i10 (إي آي 3)

#### الهند
تم إطلاق الجيل الثالث من i10 في 20 أغسطس 2019 في الهند وتم تقديمه في 10 أنواع مختلفة عبر محركات البنزين والديزل بالإضافة إلى ناقل الحركة اليدوي والآلي. كما هو الحال مع طراز الجيل الثاني، فهو أيضاً أكبر من الطراز الأوروبي. يبلغ طول هذا الطراز 135 ملم (5.3 بوصة) أطول من الطراز الأوروبي المواصفات إي سي 3 من i10، مع تمديد قاعدة عجلاته بمقدار 25 ملم (1.0 بوصة). وهي متوفرة مع نظام معلومات وترفيه قياس 8 بوصات، وإمكانية الدخول بدون مفتاح مع تشغيل / إيقاف المحرك، و 5.3 بوصة إم آي دي، ونظام الصوت أركاميس.
يتوفر نيوس جراند i10 بمحرك بنزين رباعي الأسطوانات بسعة 1.2 ليتر بسعة 1.2 لتر ومحرك ديزل ثلاثي الأسطوانات سعة 1.2 لتر بشاحن توربيني. يأتي كلا المحركين بخيارات ناقل حركة يدوي بـ 5 سرعات و5 سرعات أوتوماتيكي.

#### المكسيك
وصل جراند i10 إلى المكسيك في يوليو 2020 بطرازات هاتشباك وصالون، وهو متوفر بأربعة مستويات: جي أل وجي أل ميد وجي أل إس وإن إس (هاتشباك فقط) في ناقل حركة أوتوماتيكي ويدوي. يتم استيرادها من الهند.

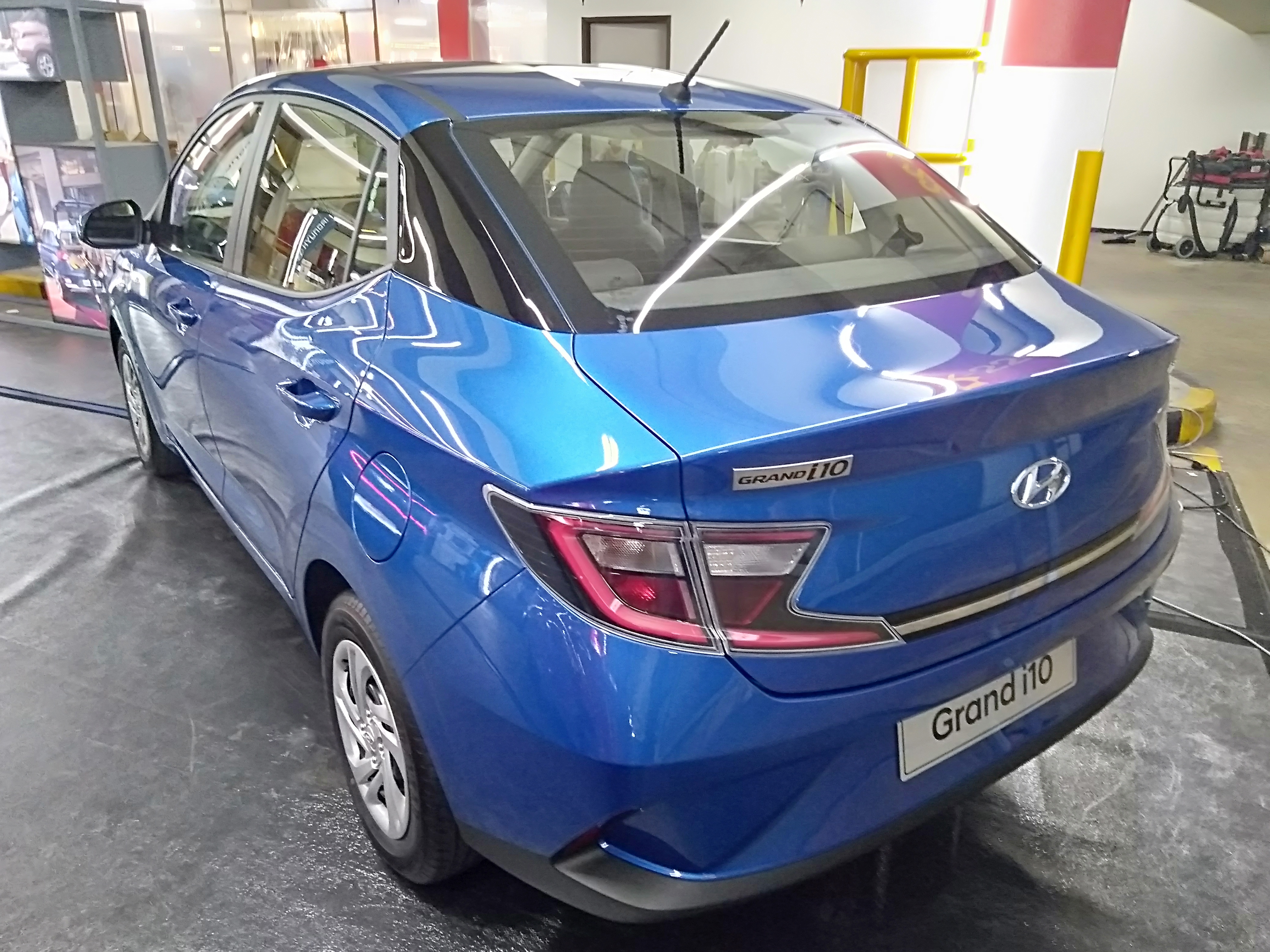
هيونداي جراند i10 سيدان (2021)

### أورا - جراند i10 سيدان
المقال الرئيسي: هيونداي أورا
هيونداي جراند i10 سيدان، تم إطلاق نسخة السيدان ذات الأبواب الأربعة باسم هيونداي أورا في 21 يناير 2020 للسوق الهندي. يُطلق عليها جراند i10 سيدان لأسواق التصدير.

### الأمان
حصلت جراند i10 (إي آي 3) الهندية المواصفات على تصنيف نجمتين من قِبل غلوبل برنامج تقييم السيارة الجديدة.
كما تم تصنيف هيكل السيارة ومساحة الأقدام بأنها غير مستقرة، كما أنها لا تأتي مع مثبتات مقاعد الأطفال القياسية (ISOFIX) أو بها أحزمة أمان ثلاثية النقاط لجميع الركاب.
تقييم غلوبل برنامج تقييم السيارة الجديدة
- بشكل عام: 2 من 5 نجوم
- راكب بالغ: 7.05 / 17.00
- الراكب الطفل: 15.00 / 49.00
- سلامة الدرع الجسدي الأمامي: غير مستقرة

### توليد القوة
| الموديل                  | السنة                 | ناقل الحركة                     | القوة-الطاقة                                            | عزم الدوران                                                             | 0-100 كم / ساعة (0-62 ميل / ساعة)                                              | السرعة القصوى |
| i10                      | i10                   | i10                             | i10                                                     | i10                                                                     | i10                                                                            | i10 |
| بنزين                    | بنزين                 | بنزين                           | بنزين                                                   | بنزين                                                                   | بنزين                                                                          | بنزين |
| ------------------------ | --------------------- | ------------------------------- | ------------------------------------------------------- | ----------------------------------------------------------------------- | ------------------------------------------------------------------------------ | --- |
| 1.0 لتر كابا2 إم بيi     | 2019 حتى الوقت الحالي | 5 سرعات يدوي 5 سرعات أوتوماتيك  | 67 حصان (49 كيلوواط، 66 حصان) عند 5500دورة في الدقيقة   | 9.2 كجم·م (90 ن·م؛ 67 رطلق·قدم) عند 3,500 دورة في الدقيقة               | 15.0 ثانية                                                                     | 153 كم/س (95 ميل/س) |
| 1.0 لتر كابا2 تي جي ديi  | 2019 حتى الوقت الحالي | 5 سرعات يدوي                    | 100 حصان (74 كيلوواط، 99 حصان) عند 6000 دورة في الدقيقة | 9.7 كجم·م (95 ن·م؛ 70 رطلق·قدم) عند 3,500 دورة في الدقيقة               | 14.9 ثانية (يدوي - 4 سرعات) 14.7 ثانية (يدوي - 5 سرعات) 16.8 ثانية (أوتوماتيك) | 155 كم / ساعة (96 ميل / ساعة) (يدوي 4 مقاعد) 156 كم / ساعة (97 ميل / ساعة) (يدوي 5 مقاعد) 150 كم / ساعة (93 ميل / ساعة) (تلقائي) |
| 1.2 لتر كابا 2 إم بيi    | 2019 حتى الوقت الحالي | 5 سرعات يدوي 5 سرعات أوتوماتيك  | 84 حصان (62 كيلوواط، 83 حصان) عند 6000 دورة في الدقيقة  | 12.3 كجم·م (121 ن·م؛ 89 رطلق·قدم) عند 4,000 دورة في الدقيقة             | 12.1 ثانية (يدوي) 13.8 ثانية (أوتوماتيك)                                       | 175 كم/س (109 ميل/س) |
| ديزل                     |                       |                                 |                                                         |                                                                         |                                                                                | |
| i10                      |                       |                                 |                                                         |                                                                         |                                                                                | |
| 1.2لتر كابا 2 يو س.ر.د.i | 2019 حتى الوقت الحالي | 5 سرعات يدوي 5 سرعات أوتوماتيكي | 75 حصان (55 كيلوواط، 74 حصان) عند 4000 دورة في الدقيقة  | 19.4 كجم⋅م (190 نيوتن متر؛ 140 رطل قدم) عند 1,750-2,250 دورة في الدقيقة | 12.9 ثانية (يدوي) 15.0 ثانية (تلقائي)                                          | 12.9 ثانية (يدوي) 15.0 ثانية (تلقائي)                                                                                            |

## المبيعات
| الرزنامة السنوية | أوروبا  | فيتنام |
| ---------------- | ------- | ------ |
| 2007             | 353     |        |
| 2008             | 53,197  |        |
| 2009             | 109,424 |        |
| 2010             | 89,314  |        |
| 2011             | 72,380  |        |
| 2012             | 66,623  |        |
| 2013             | 60,324  |        |
| 2014             | 80,819  |        |
| 2015             | 86,004  |        |
| 2016             | 85,385  |        |
| 2017             | 90,603  |        |
| 2018             | 83,102  |        |
| 2019             | 78,791  | 18,088 |
| 2020             |         | 17,767 |

## المعرض

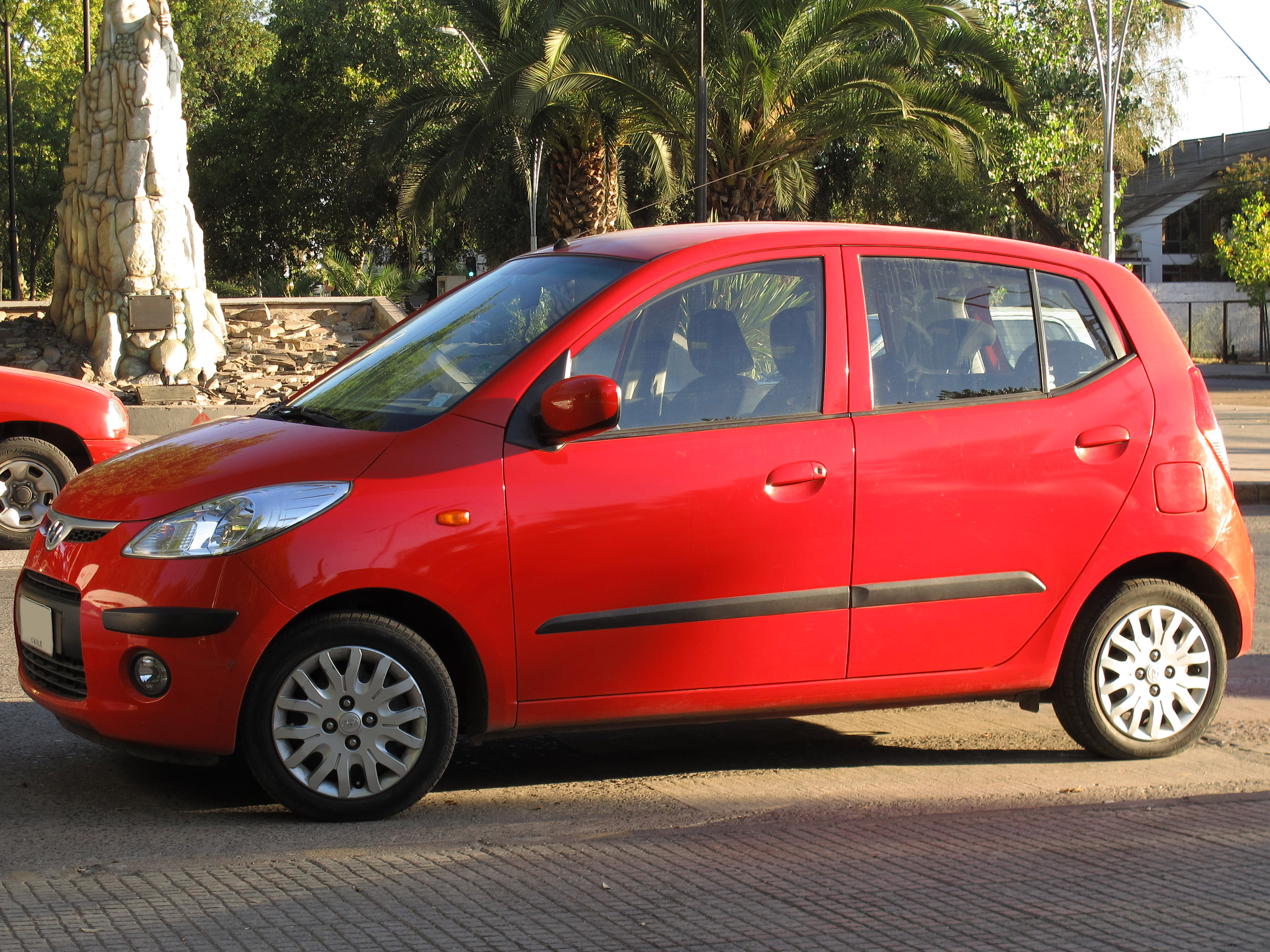
i10 (2010)
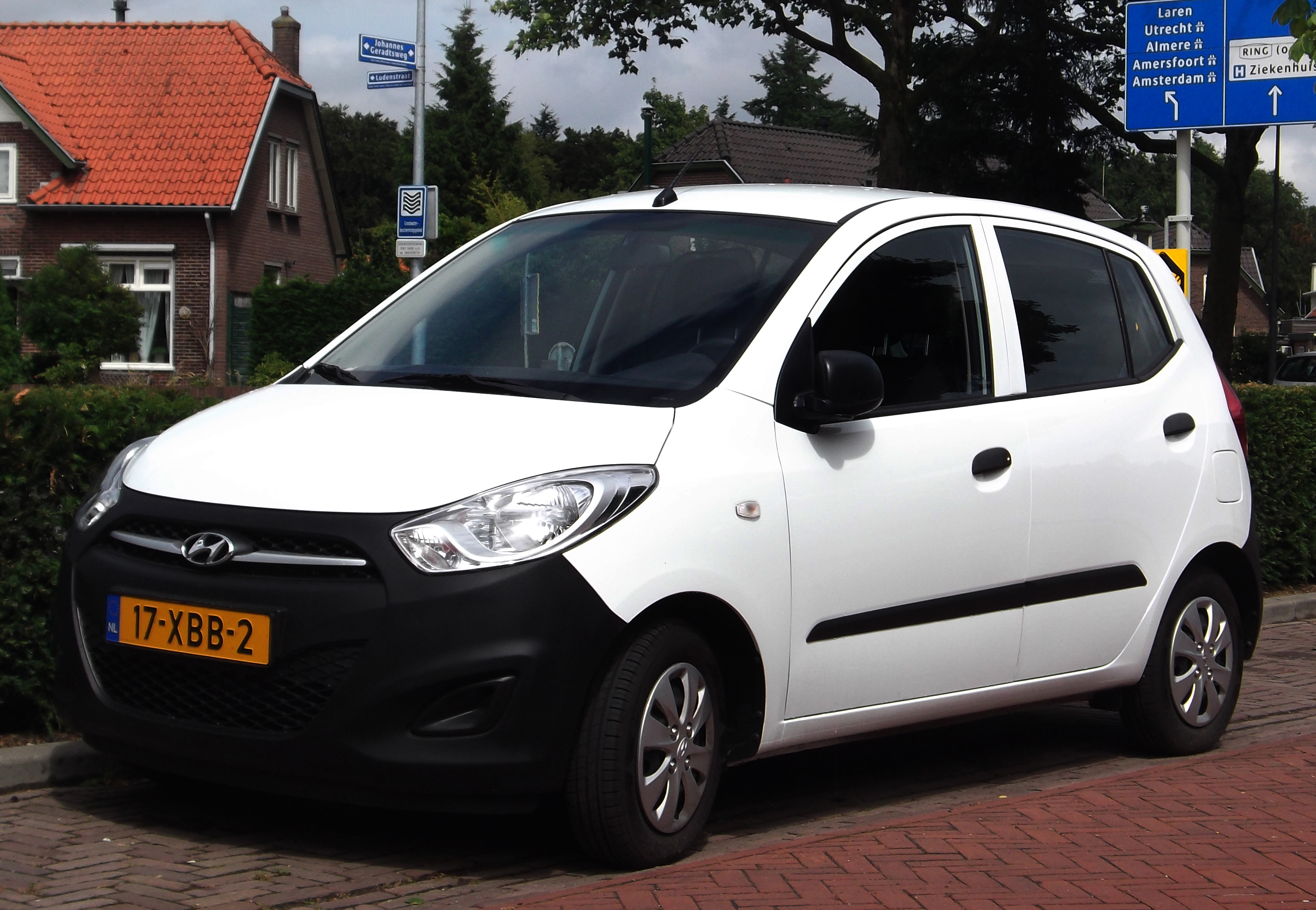
i10 (2011)
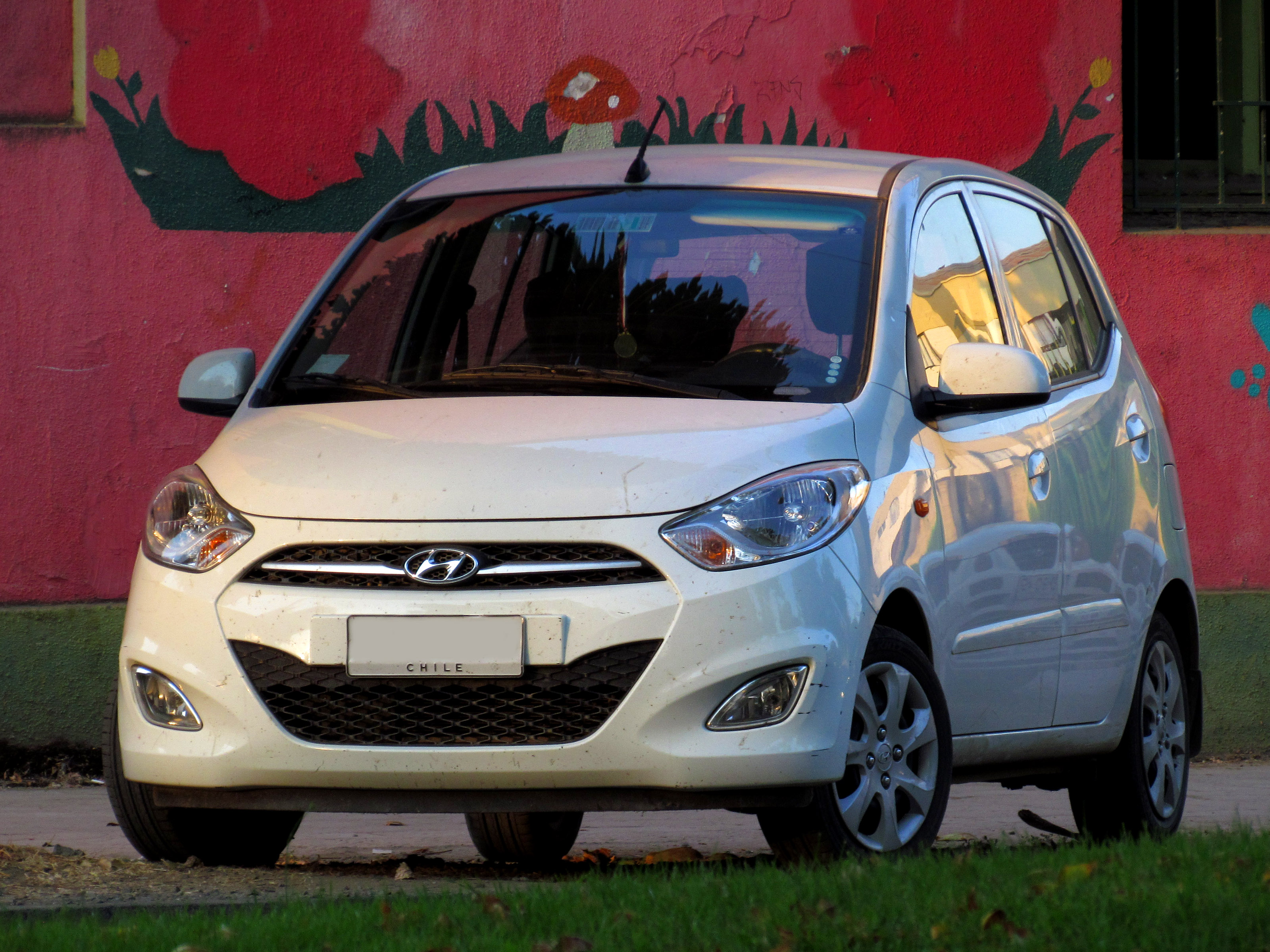
i10 (2012)
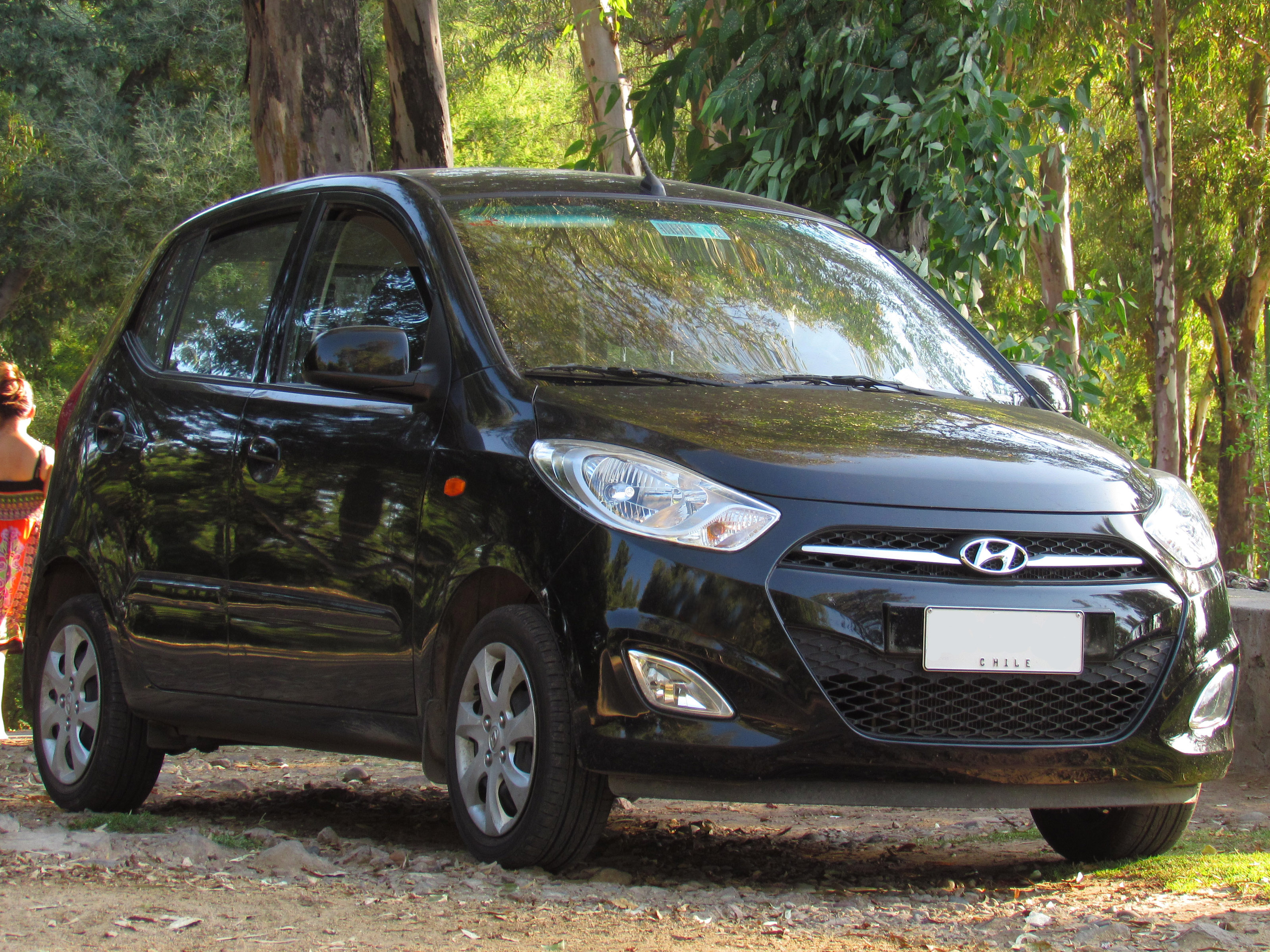
i10 (2014)
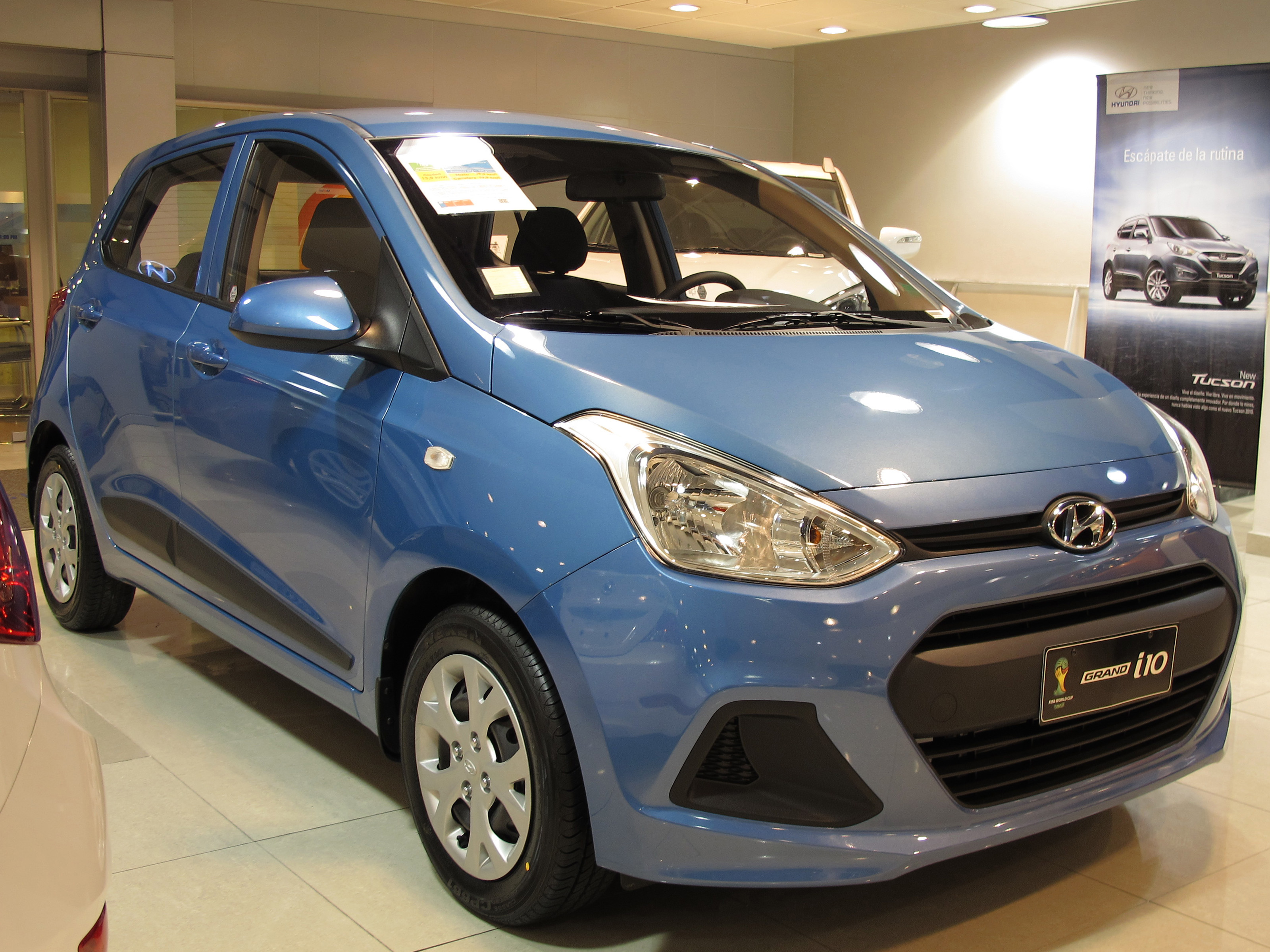
i10 (2015)
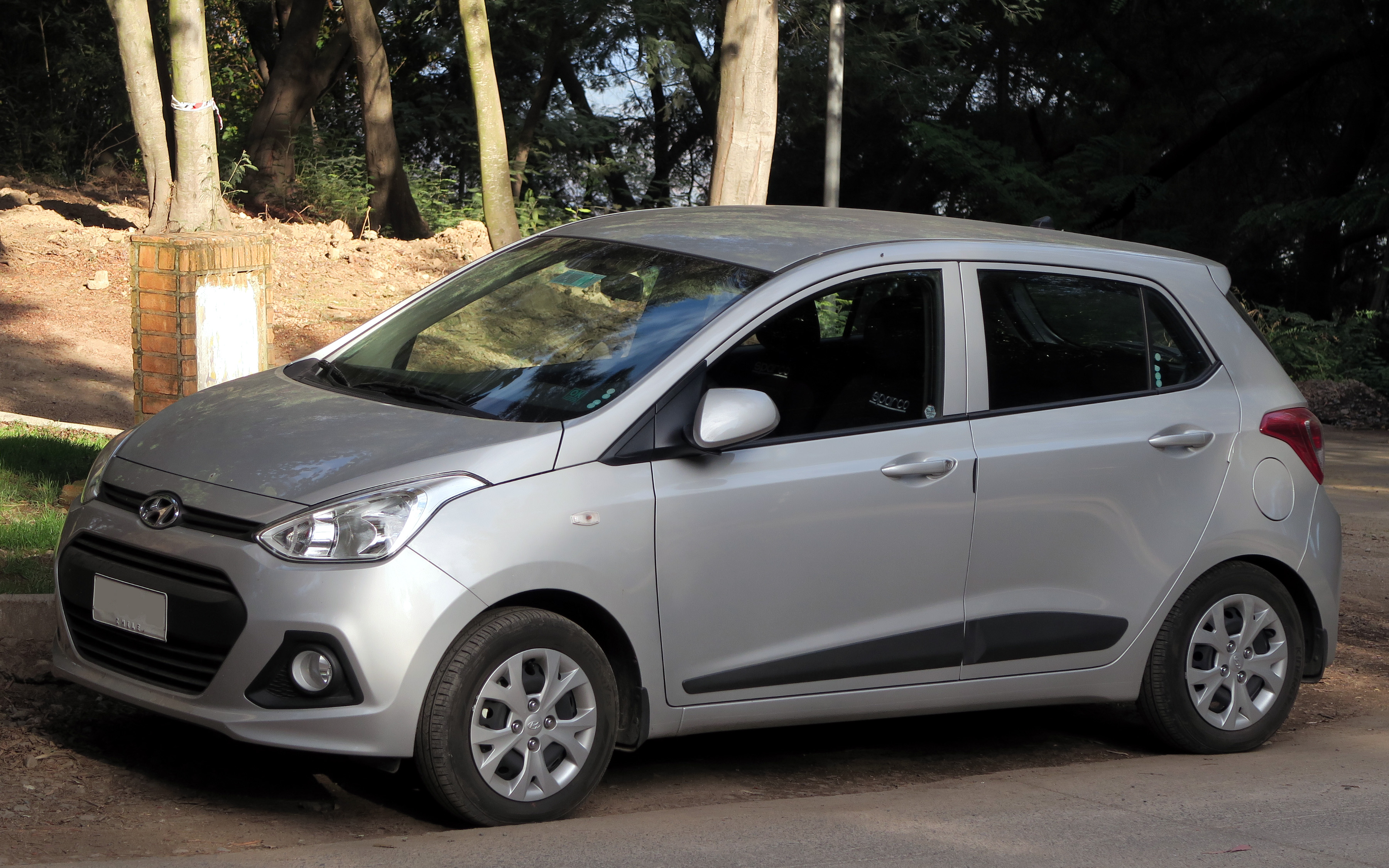
i10 (2016)
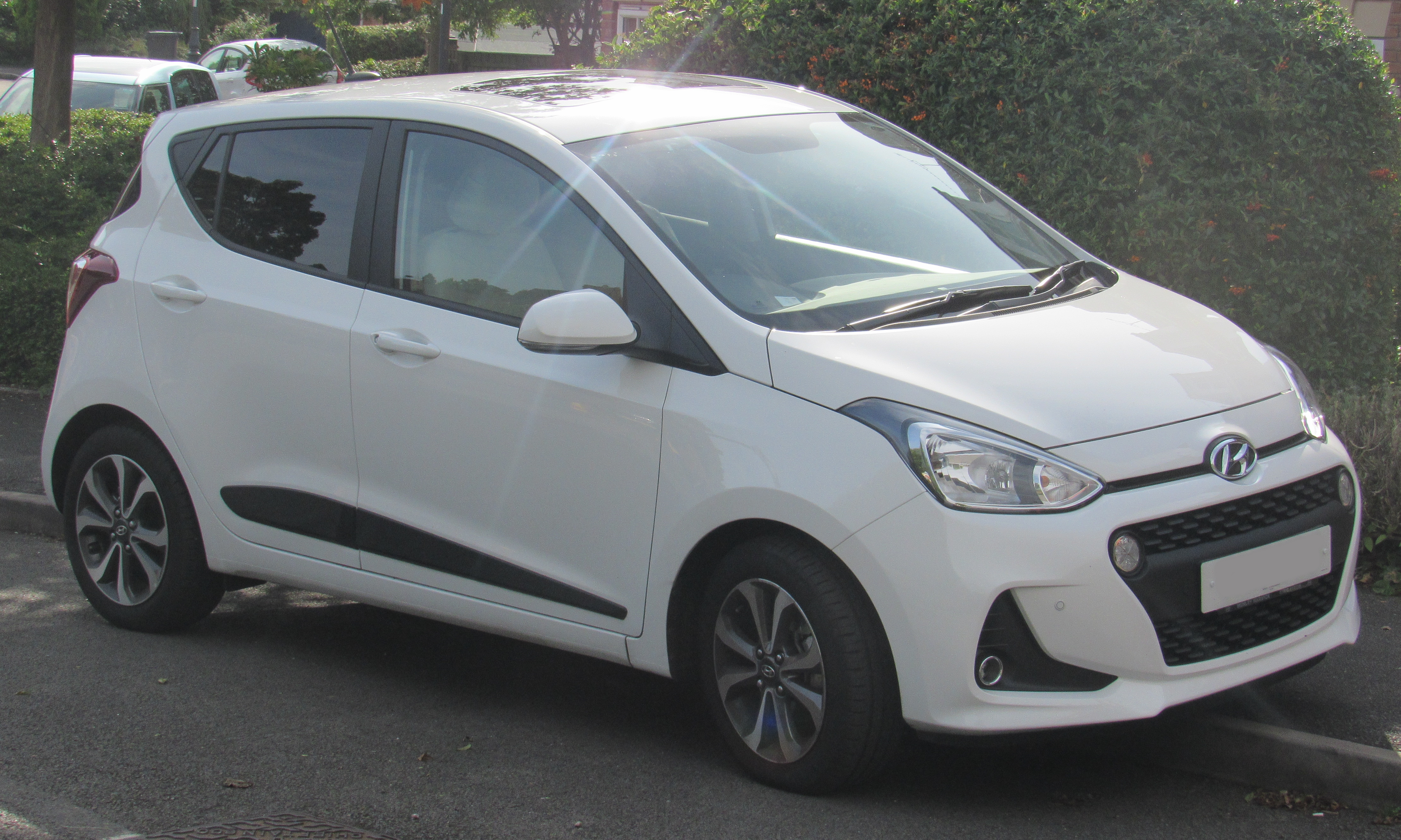
i10 (2017)
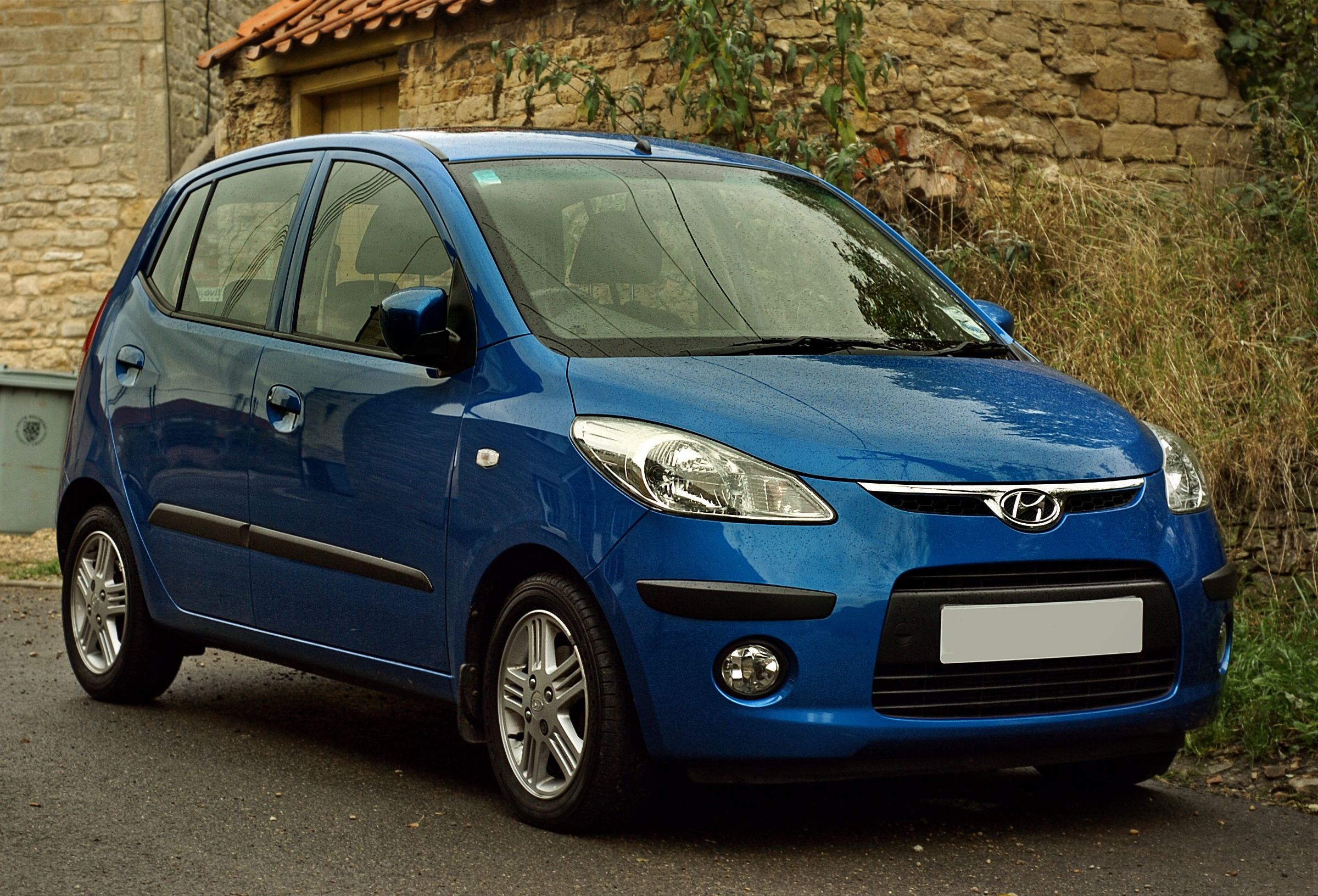
i10 (2018)
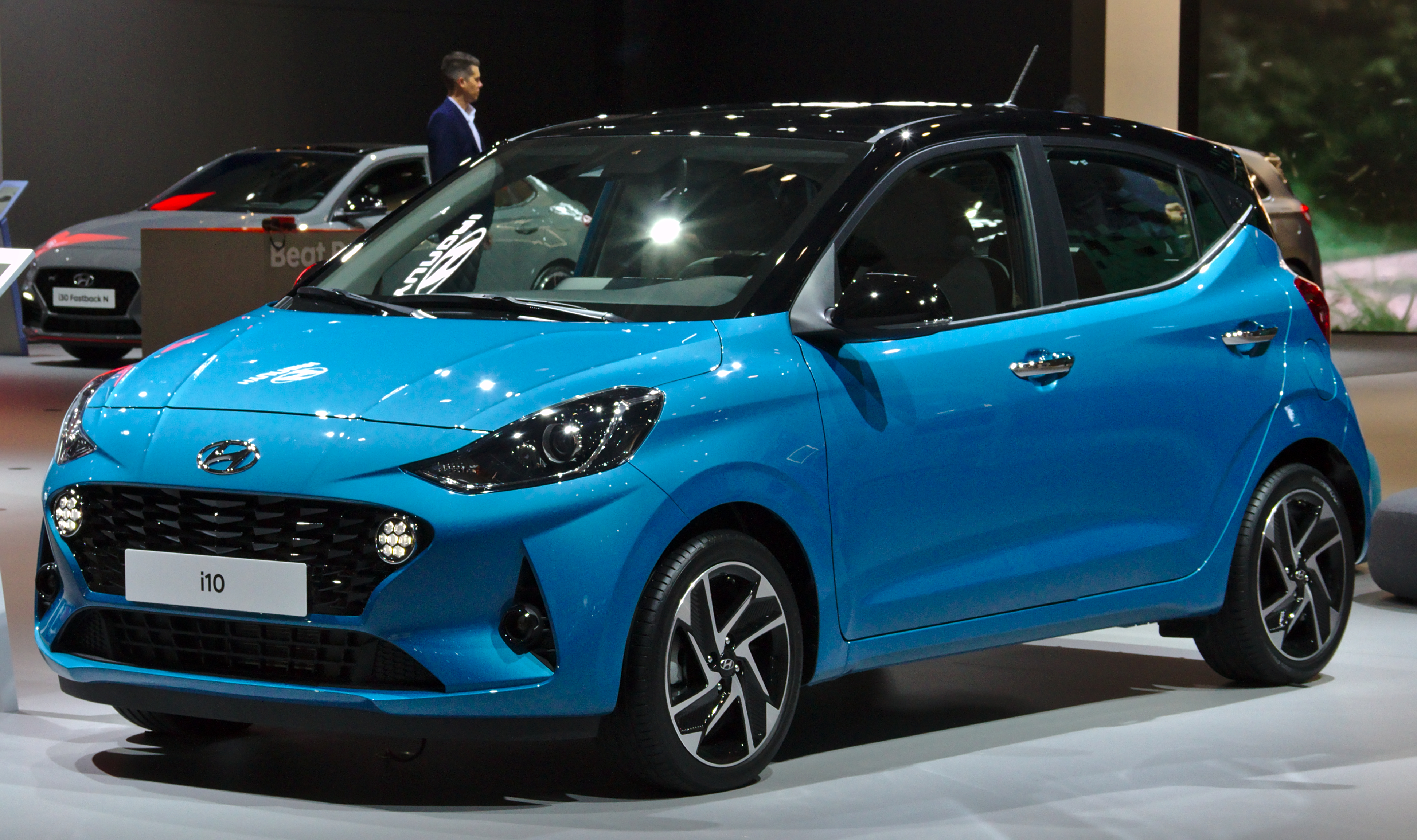
i10 (2019)
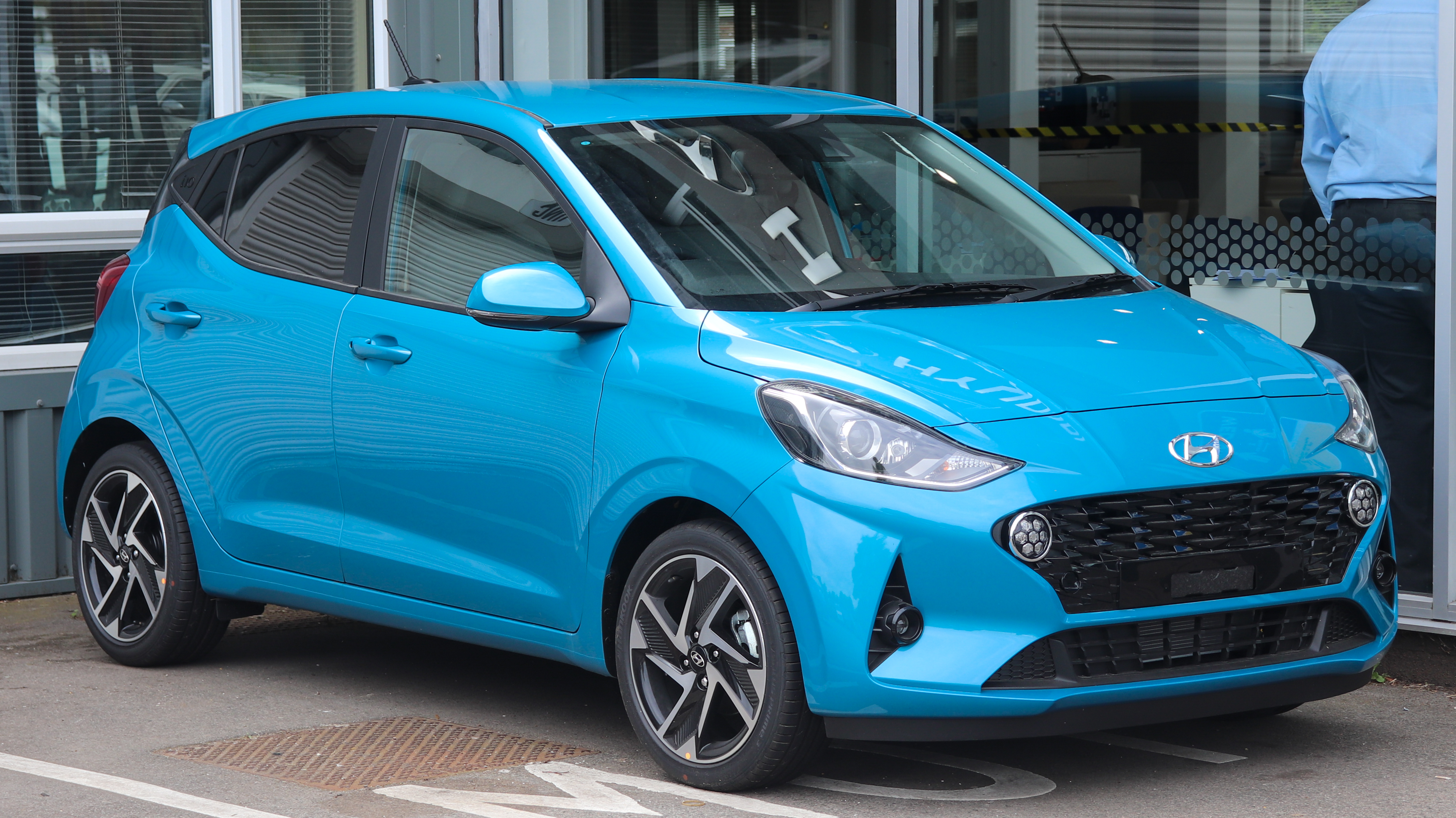
i10 (2020)
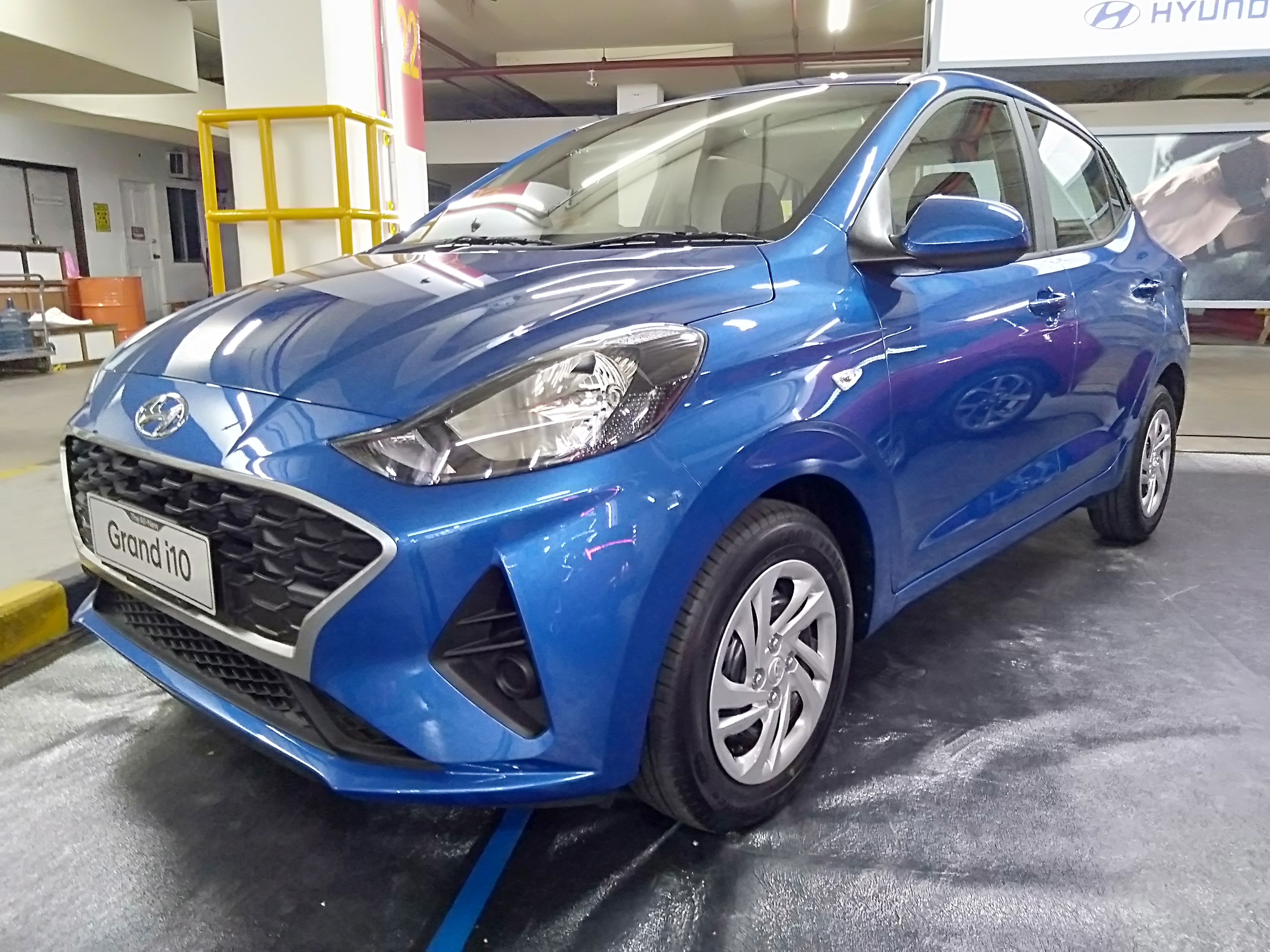
i10 (2021)
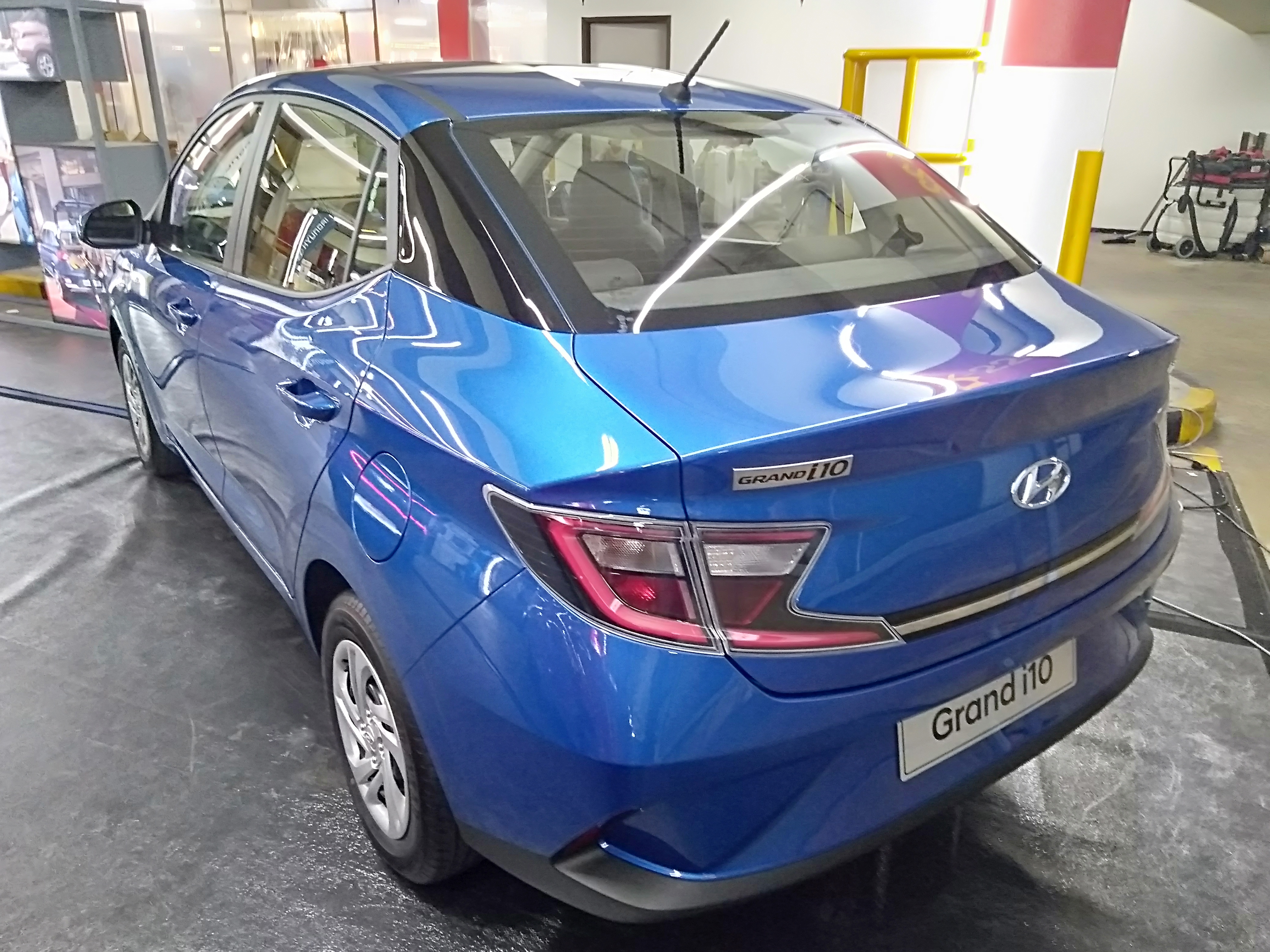
i10 (2021)

## روابط خارجية
الموقع الرسمي
الموقع الرسمي (جراند i10)